# Liste der Brunnen, Denkmäler und Skulpturen in Görlitz

Görlitzer Stadtwappen

In der Liste sind die Brunnen, Denkmale und Skulpturen der Stadt Görlitz aufgeführt. Görlitz ist die Kreisstadt des Landkreises Görlitz in der östlichen Oberlausitz. Die Liste führt die öffentlich zugänglichen Brunnenanlagen, Denkmale und Skulpturen auf dem gesamten Stadtgebiet auf. Als Denkmale und Skulpturen im Sinne der Liste gelten Denkmale im engeren Sinne, d. h. Statuen, Standbilder, Ehrenmale und Gedenktafeln, die für bestimmte Personen oder Ereignisse errichtet wurden sowie künstlerisch gestaltete Figuren und Plastiken, die sich im öffentlich zugänglichen Raum befinden. Die Liste enthält somit keine Gebäude, die als Denkmal im weiteren Sinne eingestuft sind, sowie deren Figurenschmuck. Auch Grabmale einzelner Persönlichkeiten auf Görlitzer Friedhöfen werden in der Liste nicht aufgeführt. Nicht mehr existierende Denkmale sind in einer eigenen Tabelle aufgeführt.
Die weiterführende Liste der Kulturdenkmale in Görlitz verzeichnet alle behördlich als Kulturdenkmal eingestuften, schützenswerten Objekte.

## Hinweise zu den Angaben in den Tabellen
- Die Spalte Name enthält die Bezeichnung des Brunnens, Denkmals oder der Skulptur. Sie ist sortierbar.
- Als Standort bzw. Letzter Standort ist der aktuelle Aufstellungsort bzw. letzte bekannte Standort angegeben. Es sind in der Regel Straßen- oder Platznamen angegeben. Zu Orientierung dienen aber auch markante Bezugspunkte. Die Spalte ist sortierbar.
- In der Spalte Beschreibung und Anmerkungen zur Geschichte sind eine Umschreibung, gegebenenfalls auch das Material und Angaben zu Geschichte angegeben.
- In der Spalte Künstler ist, falls bekannt, der Künstler genannt, der den Brunnen, das Denkmal oder die Skulptur schuf. Die Spalte ist nach den Nachnamen sortierbar.
- In den Spalten Jahr der Aufstellung bzw. Jahr der Entfernung wird, falls bekannt, das Jahr der ersten Aufstellung bzw. der Errichtung bzw. der Entfernung genannt. In der Spalte Jahr der Entfernung gibt der Bindestrich („–“) Denkmale an, die noch heute existieren, sich jedoch auf dem heutigen Stadtgebiet von Zgorzelec befinden. Die Spalten sind sortierbar.

## Liste der Brunnen, Denkmale und Skulpturen
| Name                                                                                   | Standort                                                                           | Beschreibung und Anmerkungen zur Geschichte | Künstler                                 | Jahr der Aufstellung | Bild                                                                                                |
| -------------------------------------------------------------------------------------- | ---------------------------------------------------------------------------------- | --- | ---------------------------------------- | -------------------- | --------------------------------------------------------------------------------------------------- |
| Denkmal 670 Jahre Deutsch Ossig                                                        | Weinhübler Seeweg, vor dem Deutsch Ossiger Gut (Standort)                          | Die Aufschrift auf dem Findling lautet: „Deutsch-Ossig 670 Jahre“. Oberhalb der Inschrift ist die alte Dorfkirche, die heute im Stadtteil Königshufen steht, in Reliefform abgebildet. |                                          | 2005                 | Denkmal 670 Jahre Deutsch Ossig                                                                     |
| Denkmal 700 Jahre Tauchritz                                                            | Berzdorfer Straße, nordöstlich des Wasserschlosses (Standort)                      | Die Aufschrift auf der Blechtafel am Findling lautet: „700 Jahre Tauchritz 1306–2006“. | –                                        | 2006                 | Denkmal 700 Jahre Tauchritz                                                                         |
| Akkordeonspieler                                                                       | Anton-Saefkow-Straße, Ecke Landheimstraße (Standort)                               | Das Denkmal aus stahlbewehrtem Beton zeigt einen Akkordeonspieler. |                                          | 1963                 | Akkordeonspieler                                                                                    |
| Gedenktafel Ernst Moritz Arndt                                                         | Langenstraße 41 (Standort)                                                         | Die Gedenktafel erinnert an den Aufenthalt von Ernst Moritz Arndt in Görlitz. Die Inschrift lautet: „In diesem ehemals v. Schrickell’schen Hause weilte E. M. Arndt am 25. Oktober 1813“ | –                                        |                      | Gedenktafel Ernst Moritz Arndt                                                                      |
| Gedenktafel Herbert Balzer                                                             | James-von-Moltke-Straße 7 (Standort)                                               | Die Inschrift auf der Gedenktafel für Herbert Balzer lautet: „Herbert-Balzer-Straße. Herbert Balzer. Geb. am 27 . 12.1897. Funktionär der KPD im Görlitzer Gebiet. Antifaschistischer Widerstandskämpfer. Im April 1945 von der SS ermordet.“ | –                                        |                      | Gedenktafel Herbert Balzer                                                                          |
| Basaltsäule                                                                            | Platz des 17. Juni, vor dem Humboldthaus (Standort)                                | Die Basaltsäule stammt aus Dittelsdorf bei Hirschfelde und ist ca. 30 Millionen Jahre alt. Sie ist Eigentum des Senckenberg Museums für Naturkunde in Görlitz. | –                                        | 1998                 | Basaltsäule                                                                                         |
| Denkmal für die Opfer des Konzentrationslagers Biesnitzer Grund                        | Biesnitzer Straße, Jüdischer Friedhof (Standort)                                   | Am südlichen Rand des jüdischen Friedhofs befindet sich am Ende einer Rasenfläche das Denkmal für 323 auf dem Friedhof bestattete Opfer des KZ-Außenlagers Görlitz (im Volksmund oftmals KZ Biesnitzer Grund genannt). Auf dem Denkmal in Form eines vierseitigen Obelisken ruht ein roter Davidstern. Auf der Frontseite oberhalb der Inschrift befindet sich ein auf dem Kopf stehendes rotes Dreieck, das der Häftlingskennzeichnung politisch Gefangener nachempfunden ist. Die ebenfalls rötliche Inschrift lautet wie folgt: „Hier ruhen 323 ermordete Kameraden, die im Konzentrationslager Biesnitzer Grund Görlitz in den Jahren 1943–1945 der Hitler-Tyrannei zum Opfer fielen. Wir werden sie nie vergessen, indem wir für den Frieden kämpfen! Die Bürger der Stadt Görlitz“. |                                          | 1951                 | Denkmal für die Opfer des Konzentrationslagers Biesnitzer Grund                                     |
| Pionierehrenmal Biesnitzer Grund                                                       | Fröbelstraße (Standort)                                                            | Schüler und Lehrer stellten das Pionierehrenmal im Gedenken an die Opfer des KZ-Außenlagers Görlitz an einer Stelle auf, an der die Inhaftierten täglich auf dem Weg zur Arbeit vorbeimarschierten. Das rote Dreieck ist der Häftlingskennzeichnung politisch Gefangener nachempfunden. Bis zur Wende fanden an dem Mahnmal Appelle und Gedenkveranstaltungen statt, bei denen auch ein Feuer in der Schale auf dem Denkmal entzündet wurde. Die Feuerschale wurde mittlerweile entfernt. Im Jahr 2003 – zum 100-jährigen Bestehen der Melanchthonschule – wurde das Denkmal auf Initiative der Schule gesäubert und restauriert. |                                          | 1959                 | Pionierehrenmal Biesnitzer Grund                                                                    |
| Bismarckturm                                                                           | Landeskrone, Südgipfel (Standort)                                                  | Der 13 Meter hohe Bismarckturm steht auf einem acht mal acht Meter großen Sockel und erinnert an den Reichskanzler Otto von Bismarck. Ähnliche Denkmale wurden dem Kanzler in ganz Deutschland nach dem aus einem Architekturwettbewerb hervorgegangenen Typenentwurf „Götterdämmerung“ des Architekten Wilhelm Kreis in unterschiedlicher Größe und verschiedenen Materialien erbaut. Die Kosten in Höhe von 20.000 Mark wurden durch Spenden aufgebracht. Die flankierenden vier Säulen tragen oben eine Feuerschale. Im Innern führt ein gemauerter Schacht mit Steigeisen durch ein Mannloch hinauf zur Feuerschale. Den zwischen den Säulen zurückgesetzten ebenen Mauerspiegel auf der Ostseite ziert ein Relief des Reichsadlers. | Wilhelm Kreis                            | 1901                 | Bismarckturm                                                                                        |
| Blechner                                                                               | Brüderstraße, Einmündung Schwarze Straße (Standort)                                | Die Figur aus Blechteilen wurde einst als Werbefigur für die Gaststätte Glashaus in der Schwarzen Straße aufgestellt. Nach der Schließung des Glashauses dient sie einem anderen Restaurant auf der Schwarzen Straße als Werbeträger. Der Name des Metallskeletts ergab sich bei einer Umfrage in der lokalen Zeitung und ist eine Anspielung auf den damaligen Görlitzer Oberbürgermeister Matthias Lechner. | Uwe Lehmann                              | ≈ 1993               | Blechner                                                                                            |
| Jakob-Böhme-Denkmal                                                                    | Park des Friedens (Standort)                                                       | Das Denkmal wurde ursprünglich 1898 als Brunnenanlage an der Reichenberger Brücke (heute: Stadtbrücke) zum Gedenken an den Görlitzer Philosophen Jakob Böhme aufgestellt. Nach der Grenzziehung infolge des Zweiten Weltkrieges entlang der Lausitzer Neiße entstanden in den 1970er Jahren Grenzanlagen vor der Stadtbrücke und das Denkmal musste weichen. So wurde es 1972 in den Park des Friedens umgesetzt. Seitdem ist der Brunnen jedoch nicht mehr in Betrieb. Aus den bronzenen Lilien floss früher das Wasser in das Brunnenbecken. Der Sockel, auf dem Böhme thront, besteht aus Dobschützer Granit. Böhme sitzt auf einem Schemel und hält eine aufgeschlagene Bibel auf den Knien und einen Stift in der Hand. An seiner Seite liegt Schuhmacherwerkzeug. An der Rückseite des Schemels lehnt eine Tafel mit der Aufschrift: „Liebe und Demut – unser Schwert“. | Johannes Pfuhl                           | 1898                 | weitere Bilder                                                                                      |
| Gedenktafel Louis Braille                                                              | Eckhaus Parkstraße 1, (Standort)                                                   | Die Inschrift auf der Gedenktafel für Louis Braille lautet: „Louis Braille geb 4. Januar 1809 gest 6. Januar 1852 Erfinder der Blindenschrift“. | –                                        |                      | Gedenktafel Louis Braille                                                                           |
| Gedenktafel Rudolf Breitscheid                                                         | Bismarckstraße 32, (Standort)                                                      | Die Inschrift auf der Gedenktafel für Rudolf Breitscheid lautet: „Rudolf Breitscheid 2.11.1874 – 24.8.1944 KZ Buchenwald Sozialdemokrat und Antifaschist“. | –                                        |                      | Gedenktafel Rudolf Breitscheid                                                                      |
| Bronzeknabe                                                                            | Karl-Marx-Straße, Gemeindezentrum (Standort)                                       | Die etwa 150 Zentimeter große Bronzestatue befand sich vor dem einstigen Ambulatorium im Ortsteil Hagenwerder. Sie wurde im Mai 2008 gestohlen und bisher nicht mehr aufgefunden. Der Kunnerwitzer Günter Schönherr schuf einen Betonguss der Jungenfigur, die jedoch bereits 200 Stunden nach ihrer Aufstellung wieder zerstört wurde. Erneut schuf der Kunnerwitzer einen Betonguss der Figur, die mittlerweile vor dem Gemeindezentrum Hagenwerders aufgestellt wurde. | Günter Schönherr                         | 1959                 | Bronzeknabe                                                                                         |
| Gedenktafel Otto Buchwitz                                                              | Otto-Buchwitz-Platz 2 (Standort)                                                   | Die Inschrift auf der Gedenktafel für Otto Buchwitz lautet: „Otto-Buchwitz-Platz Otto Buchwitz. Geb. am 27.4.1879. Verdienter Arbeiterfunktionär. Mitorganisator des Generalstreiks in Görlitz gegen den Kapp-Putsch. Reichstagsabgeordneter der SPD. Antifaschistischer Widerstandskämpfer. Hatte nach 1945 entscheidenden Anteil an der Schaffung der Einheit der Arbeiterklasse in Sachsen. Mitglied des ZK der SED. Gestorben am 9.7.1964.“ | –                                        |                      | Gedenktafel Otto Buchwitz                                                                           |
| Hildegard-Burjan-Denkmal                                                               | Hildegard-Burjan-Platz (Standort)                                                  | Bei der Platzneugestaltung im Jahr 2000 wurden entlang der kreuzenden Wegachsen hervorspringende Ecken realisiert. An einem hervorspringenden Betonelement wurde auf einer um die Ecke gebogenen Metallplatte der Schriftzug „Hildegard Burjan, geb. Freund Katholische Sozialpolitikerin Österreichs geb. 1883 in Görlitz – gest. 1933 in Wien“ angebracht. Inmitten des Platzes erinnert eine Metallplatte mit einem Porträtfoto an die Sozialpolitikerin. | Hendrikje Becker                         | 2000                 | Hildegard-Burjan-Denkmal                                                                            |
| Gedenktafel Hildegard Burjan                                                           | Elisabethstraße 36 (Standort)                                                      | Am Geburtshaus Hildegard Burjans wurde eine Tafel mit folgender Inschrift angebracht: „In diesem Haus wurde die Selige Hildegard Burjan, geb. Freund, 30. Januar 1883 † 11. Juni 1933 Hildegard Burjan, die aus einem jüdischen Elternhaus stammt, war die erste christlichsoziale Abgeordnete in der ersten Österreichischen Nationalversammlung. Später gründete sie die Schwesterngemeinschaft Caritas Socialis, deren Schwestern sich für Notleidende engagieren. Am 29. Januar 2012 wurde sie im Stephansdom in Wien seliggesprochen. Görlitz – Wien“. | –                                        | 2012                 | Gedenktafel Hildegard Burjan                                                                        |
| Corvinuswappen                                                                         | Brüderstraße, Südseite Rathausturm (Standort)                                      | Das Wappen des ungarischen Königs Matthias Corvinus ziert bereits seit Ende des 15. Jahrhunderts den Rathausturm. Die Bürger von Görlitz verdeutlichten damit ihre Lossagung vom böhmischen König Georg von Podiebrad und ihre Zugehörigkeit zum böhmischen Gegenkönig Matthias Corvinus. Ebenso demonstrierten sie mit dem Wappen ihre Dankbarkeit für die Bestätigung der Macht des Rates und ihrer weitgehenden Unabhängigkeit durch den Gegenkönig. |                                          | 1488                 | weitere Bilder                                                                                      |
| Gedenktafel Frédéric Joliot-Curie                                                      | Wilhelmsplatz 5 (Standort)                                                         | Die Inschrift auf der Gedenktafel für Frédéric Joliot-Curie lautet: „Frédéric Joliot-Curie Naturwissenschaftler Friedenskämpfer 1900–1958“. Sie wurde am 4. Juli 1959 durch den Oberbürgermeister Bruno Gleißberg enthüllt, als der Schule der Name Joliot-Curies verliehen wurde. | –                                        | 1959                 | Gedenktafel Frédéric Joliot-Curie am Joliot-Curie-Gymnasium am Erdgeschoss des rechten Flügels      |
| Gedenktafel Frédéric Joliot-Curie                                                      | Joliot-Curie-Straße (Standort)                                                     | Die Inschrift auf der Gedenktafel für Frédéric Joliot-Curie lautet: „Zum Gedenken an einen Großen unserer Zeit Professor Frédéric Joliot Curie geb·19·März 1900·gest·14·August 1958 Präsident des Weltfriedensrates bedeutender französischer Atomphysiker Nobelpreisträger für Chemie“. | –                                        |                      | Gedenktafel Frédéric Joliot-Curie auf der Joliot-Curie-Straße                                       |
| Demiani-Denkmal                                                                        | Platz des 17. Juni, vor dem Kaisertrutz (Standort)                                 | Das Denkmal für den ersten Görlitzer Oberbürgermeister Gottlob Ludwig Demiani (1786–1846) wurde am 5. Juli 1862 inmitten des Marienplatzes aufgestellt und wich bei der Platzumgestaltung kurz vor dem Zweiten Weltkrieg an die Rückwand des Bühnenhauses des Görlitzer Theaters am Demianiplatz. Auch dort wurde er auf Grund von Änderungen der Verkehrsführung bereits 1962 wieder versetzt und stand von zwischen Theater und Kaisertrutz in der Nähe der Freitreppe. Bei der Umgestaltung des Demianiplatzes 2010/2011 wurde das Denkmal an einen repräsentativeren Ort vor den Kaisertrutz versetzt. | Johannes Schilling                       | 1862                 | weitere Bilder                                                                                      |
| Drehgestell Görlitz III leicht                                                         | Christoph-Lüders-Straße, Parkplatz (Standort)                                      | Das Drehgestell der Bauart Görlitz III leicht verließ am 22. Juli 1930 unter dem vierachsigen Durchgangswagen der 3. Klasse mit der Waggonnummer 32504 das Werk in Görlitz in Richtung Hannover. Es wurde später ausgemustert, abgestellt und im Jahr 1982 im Reichsbahnausbesserungswerk Delitzsch gefunden. Es wurde nach Görlitz zurückgebracht, dort aufgearbeitet und 1989 als technisches Denkmal auf der Freifläche zwischen Brunnenstraße und Teichstraße aufgestellt. Mit der Schließung des ehemaligen Werkes I Waggonbaus wurde es 1998 in das Werk II verbracht, wo es bis 2011 oberhalb der Endprüfhalle stand. 2011 zog es auf den Parkplatz des ehemaligen Waggonbauwerkes I an der Christoph-Lüders-Straße um. | –                                        | 1989                 | Drehgestell Görlitz III leicht                                                                      |
| Gedenktafel Ludwig Ey                                                                  | Gartenstraße, Eckhaus James-von-Moltke-Straße 49 (Standort)                        | Die Inschrift auf der Gedenktafel für Ludwig Ey lautet: „Ludwig Ey geboren am 30.4.1893 antifaschistischer Kämpfer nach 10 Jahren Haft am 24.3.1945 an Hunger und Misshandlungen verstorben“. | –                                        |                      | Gedenktafel Ludwig Ey                                                                               |
| Denkmal für die Opfer des Faschismus                                                   | Wilhelmsplatzes (Standort)                                                         | Die antifaschistische Bewegung ließ das Denkmal am Ostende des Wilhelmsplatzes aufstellen und übergab es 1948 der Obhut der Stadt Görlitz. Auf dem grobbehauenen Natursteinquader prangt an der Westseite ein großes rotes Dreieck, ein Erkennungszeichen, das alle politisch Gefangenen während der Zeit des Nationalsozialismus auf ihrer Häftlingskleidung tragen mussten. Der Steinquader trägt die goldene Inschrift: „Den Opfern des Faschismus – Die Toten mahnen die Lebenden“. | Fritz Wurm                               | 1948                 | Denkmal für die Opfer des Faschismus                                                                |
| Gedenkstein Johann Gottlieb Fichte                                                     | An der Landskronbrauerei (Standort)                                                | Anlässlich des 100. Geburtstages des Philosophen Johann Gottlieb Fichte pflanzte man am 19. Mai 1862 am Blockhaus eine Fichte und errichtete einen Gedenkstein, auf dem Folgendes zu lesen ist: „Zu Fichte’s Gedächtnis 19. Mai 1862“. | –                                        | 1862                 | Gedenkstein Johann Gottlieb Fichte                                                                  |
| Figurengruppe Friedenshöhe                                                             | Friedenshöhe (Standort)                                                            | In der Grünanlage Friedenshöhe befinden sich drei lebensgroße Kunststeingussfiguren von Kindern mit Tieren: Mädchen mit Kater (siehe Bild), Junge mit Katze und Junge mit Dackel. | Rudolf Enderlein                         | 1962                 | Mädchen mit Katze, Teil der Figurengruppe Friedenshöhe                                              |
| Findling am Bahnhof Hagenwerder                                                        | An der B 99, Bahnhof Hagenwerder (Standort)                                        | Im Jahr 2011 wurde am Bahnhof Hagenwerder eine ÖPNV-Verknüpfungsstelle für den Stadt- und Regionalbusverkehr mit der Eisenbahn eingeweiht. An die Einrichtung erinnert ein Findling inmitten des Rondells mit Unterstellmöglichkeiten für Fahrräder. | –                                        | 2011                 | Findling am Bahnhof Hagenwerder                                                                     |
| Friedenseiche                                                                          | Posottendorfer Straße (Standort)                                                   | Die Inschrift auf dem Stein am Stamm der Eiche lautet: „Friedenseiche gepflanzt zur 25 jährigen Erinnerung an die durch Kaiser Wilhelm I. siegreich geführten Kriege und die damit errungene Einigung Deutschlands. Den Gefallenen zum Gedächtnis, den Lebenden zur Erinnerung, den kommenden Geschlechtern zur Nacheiferung. 10. Mai 1896.“ Der Stein wurde zum 10. Jahrestag der Deutschen Einheit restauriert. | –                                        | 1896                 | Foto                                                                                                |
| Gedenkstein Gustaf Fröding                                                             | Blockhausstraße (Standort)                                                         | Der Stein am Gustaf-Fröding-Weg erinnert an den schwedischen Lyriker Gustaf Fröding, der in den Jahren 1889/1890 in der Nervenheilanstalt in Görlitz behandelt wurde. Er stellte dort seine erste Gedichtsammlung Guitarr och dragharmonika (deutsch: Gitarre und Ziehharmonika) fertig. | –                                        | 2006                 | Gedenkstein Gustaf Fröding                                                                          |
| Gedenktafel Heinz Funke                                                                | Girbigsdorfer Straße (Standort)                                                    | Zum 100. Geburtstag des innovativen Chirurgen Heinz Funke, der in sehr bescheidenen Verhältnissen aufwuchs. Er besuchte die Volksschule in Glauchau und das Realgymnasium. Er studierte in Wien, Breslau und Würzburg Medizin. 1937 legte er die Staatsprüfung ab und verteidigte seine Dissertation „Über die desinfizierende Wirkung der Lösungsmittel Methylglycolacetat, Dioxan und Perchloraethylen“. 1939 wurde er zur Wehrmacht an die Ostfront eingezogen, bis er im März 1945 selbst schwer verwundet wurde. Nach seiner Zeit im Waldenburger Lazarett arbeitete er an verschiedenen Orten, bis er 1955 mit der Neugründung des Bezirkskrankenhauses in Görlitz beauftragt wurde, dem er bis August 1980 als Ärztlicher Direktor vorstand. 1960 wurde er zum Professor ernannt. Funke stammte aus sozialdemokratischem Hause, wurde Mitglied der Widerstandsgruppe um den Philosophen Ernst Niekisch und trat nach Kriegsende zunächst der KPD bei, bis er nach der Vereinigung zur SED zuletzt der Volkskammer der DDR bis 1958 angehörte. Als Chirurg förderte Funke neue Ideen und Methoden. Er erhielt 1952 den Ehrentitel „Verdienter Arzt des Volkes“, 1971 die Hufelandmedaille in Gold und 1974 die Auszeichnung „Held der Arbeit“. Die Stadt Görlitz ernannte ihn 1987 zum Ehrenbürger. Funke war leidenschaftlicher Jäger und Fotograf und hinterließ eine Lebensgeschichte in ca. 22.000 Bildern. Am 4. April 1993 verstarb Prof. Dr. med. Heinz Funke nach länger Krankheit in Görlitz. | –                                        | 2011                 | Gedenktafel für Heinz Funke                                                                         |
| Gänse                                                                                  | Uferstraße, nahe der Altstadtbrücke (Standort)                                     | Die Gruppe der Gänse stand bis zur Schließung der Erich-Weinert-Schule in Weinhübel 2004 auf deren Freifläche. Das Arrangement wurde an das Neißeufer umgesetzt. | Rudolf Enderlein                         | 1963                 | weitere Bilder                                                                                      |
| Denkmal für die Gefallenen Befreiungskriege                                            | Weinhübler Straße, Einmündung Neundorfer Straße (Standort)                         | Das Denkmal ist den Gefallenen der Gemeinde Deutsch Ossig im Befreiungskrieg gegen Napoleon um 1813 gewidmet. Es wurde jedoch erst ein Jahrhundert später eingeweiht. Es zeigt einen Reichsadler, der auf einem sich nach oben verjüngenden rechteckigen Würfel steht. Es befand sich einst vor dem Oberhof an der nach Klein Neundorf führenden Straße. Der Reichsadler wurde in den 1960er Jahren heruntergerissen. Es wurde 1988 nach Kunnerwitz umgesetzt. Der Kunnerwitzer Günter Schönherr schuf eine Kopie des fehlenden Reichsadlers aus Beton und setzte diesen dem umgesetzten Denkmal wieder auf. |                                          | 1913                 | Denkmal für die Gefallenen Befreiungskriege                                                         |
| Denkmal für die Gefallenen des Deutschen Krieges und des Deutsch-Französischen Krieges | Städtischer Friedhof (Standort)                                                    | Die viereckige, sich nach oben verjüngende Säule steht auf einem vierstufigen Podest und erinnert an die Gefallenen Görlitzer während des Deutschen und des Deutsch-Französischen Krieges. An den vier Ecken des Weges um das Kriegerdenkmal erinnert jeweils ein steinernes Denkmal mit einer Bronzeplatte an 144 preußische, 9 französische, 4 sächsische und 34 österreichische Krieger, die hier beigesetzt sind. |                                          |                      | Denkmal für die Gefallenen des Deutschen Krieges und des Deutsch-Französischen Krieges, Görlitz     |
| Denkmal für die Gefallenen des Deutschen Krieges und des Deutsch-Französischen Krieges | Rothenburger Landstraße (Standort)                                                 | Das Denkmal im heutigen Görlitzer Ortsteil Ludwigsdorf erinnert an die gefallenen Soldaten der Ortschaft Ludwigsdorf während des Deutschen und des Deutsch-Französischen Krieges. Die Inschrift auf ihm lautet: „Dem Gedächtniss tapferer Krieger Gewidmet von der Parochie Ludwigsdorf und dem Militärverein 1878“ |                                          | 1878                 | Denkmal für die Gefallenen des Deutschen Krieges und des Deutsch-Französischen Krieges, Ludwigsdorf |
| Denkmal für die Gefallenen des Ersten Weltkrieges                                      | Weinhübler Straße, Einmündung Neundorfer Straße (Standort)                         | Das Denkmal im heutigen Görlitzer Ortsteil Kunnerwitz erinnert an die acht Gefallenen der Gemeinde Deutsch Ossig und der Gutsbezirke Oberdeutschossig, Mitteldeutschossig I und II sowie Niederdeutschossig während des Ersten Weltkrieges. Es stand einst in einem Garten an der späteren Straße der Solidarität gegenüber der Konsumverkaufsstelle. Es wurde 1988 nach Kunnerwitz umgesetzt. |                                          | 1922                 | Denkmal für die Gefallenen des Ersten Weltkrieges, Deutsch Ossig                                    |
| Denkmal für die Gefallenen des Ersten Weltkrieges                                      | Städtischer Friedhof, Hauptweg (Standort)                                          | Abseits des Hauptweges des Neuen Friedhofes stellte die Stadt 1926 den wuchtigen vierseitigen Quader mit einer mittigen Feuerschale als Denkmal für die während des Ersten Weltkrieges gefallenen Soldaten auf. Am 30. Mai 1926 wurde das vom örtlichen Kriegerverein finanzierte Denkmal in die Obhut der Stadt übergeben. Es wurde nach einem Entwurf der Görlitzer Architekten Keidel und Pantke vom Friedhofsbildhauer Däunert geschaffen. | Keidel, Hans Pantke                      | 1926                 | Denkmal für die Gefallenen des Ersten Weltkrieges, Görlitz                                          |
| Denkmal für die Gefallenen des Ersten und Zweiten Weltkrieges                          | Thomas-Müntzer-Straße, Ecke Ernst-Thälmann-Platz (Standort)                        | Das Denkmal im heutigen Görlitzer Ortsteil Hagenwerder erinnert an die Gefallenen und Opfer der Gemeinde Hagenwerder während des Ersten Weltkrieges und Zweiten Weltkrieges. An der Säule, die einst im Gedenken an die Opfer des Ersten Weltkrieges aufgestellt wurde, ist eine Tafel angebracht, auf der folgendes zu lesen ist: „Zum Gedenken an die Gefallenen und Opfer des Zweiten Weltkrieges 1939 bis 1945“. Nach einer Restaurierung wurde das Denkmal am 18. November 2007 wieder feierlich eingeweiht. |                                          |                      | Denkmal für die Gefallenen des Ersten und Zweiten Weltkrieges, Hagenwerder                          |
| Denkmal für die Gefallenen des Ersten Weltkrieges                                      | Seestraße, Abzweig Am Schafberg (Standort)                                         | Das Denkmal im heutigen Görlitzer Ortsteil Klein Neundorf erinnert an die acht Gefallenen der Gemeinde und des Gutsbezirks Klein Neundorf während des Ersten Weltkrieges. |                                          |                      | Denkmal für die Gefallenen des Ersten Weltkrieges, Klein Neundorf                                   |
| Denkmal für die Gefallenen des Ersten Weltkrieges                                      | Klingewalde (Standort)                                                             | Das Denkmal im heutigen Görlitzer Stadtteil Klingewalde erinnert an die Gefallenen der Gemeinde Klingewalde während des Ersten Weltkrieges. Es wurde bereits am 29. Mai 1921 eingeweiht. |                                          | 1921                 | Denkmal für die Gefallenen des Ersten Weltkrieges, Klingewalde                                      |
| Denkmal für die Gefallenen des Ersten Weltkrieges                                      | Rothenburger Landstraße (Standort)                                                 | Das Denkmal im heutigen Görlitzer Ortsteil Ludwigsdorf erinnert an die Gefallenen der Gemeinde Ludwigsdorf während des Ersten Weltkrieges. |                                          |                      | Denkmal für die Gefallenen des Ersten Weltkrieges, Ludwigsdorf                                      |
| Denkmal für die Gefallenen des Ersten Weltkrieges                                      | Diesterwegplatz (Standort)                                                         | Das Denkmal im heutigen Görlitzer Stadtteil Rauschwalde erinnert an die Gefallenen der Gemeinde Rauschwalde während des Ersten Weltkrieges. |                                          | 1926                 | Denkmal für die Gefallenen des Ersten Weltkrieges, Rauschwalde                                      |
| Denkmal für die Gefallenen des Ersten und Zweiten Weltkrieges                          | Kirchplatz, Tauchritzer Friedhof (Standort)                                        | Das Denkmal im heutigen Görlitzer Ortsteil Tauchritz erinnert an die Gefallenen der Gemeinde Tauchritz während des Ersten und Zweiten Weltkrieges. Das Denkmal trägt folgende Inschrift „1914 bis 1918 – Zum Gedächtnis unserer unvergesslichen Helden“. Auf der darunterliegenden Tafel befinden sich die Namen und Daten der Opfer aus dem Ersten Weltkrieg. Eine zweite Tafel am Fuß des Denkmals trägt die Inschrift „1939 bis 1945 – Die Toten mahnen“ sowie die Namen und Daten der Gefallenen. |                                          |                      | Denkmal für die Gefallenen des Ersten und Zweiten Weltkrieges, Tauchritz                            |
| Denkmale für die Gefallenen des Ersten Weltkrieges                                     | Friedhof der Auferstehungskirche (Standort)                                        | Den Gefallenen im Ersten Weltkrieg setzten die Freiwillige Feuerwehr und der Militärverein von Posottendorf-Leschwitz (ab 1936: Weinhübel) einst getrennte Gedenksteine. Heute befinden sich beide nebeneinander auf dem Friedhof der Auferstehungskirche in Weinhübel. | –                                        | 1923                 | Denkmale für die Gefallenen des Ersten Weltkrieges, Weinhübel                                       |
| Denkmal für die Gefallenen des Zweiten Weltkrieges                                     | Städtischer Friedhof, nahe der Hoffnungskirche (Standort)                          | Zum 50. Jahrestag des Kriegsendes wurde am Nordostende des Neuen Friedhofs ein Denkmal für die Gefallenen deutschen Soldaten des Zweiten Weltkrieges aufgestellt. Der Eichenstamm, aus dem das Holzkreuz gefertigt wurde, stammt von einem Baum, der von einem Blitz und während des Krieges von Granatsplittern getroffen wurde. Hinterbliebene der Kriegsopfer ermöglichten durch Spenden die Aufstellung des Mahnmals. |                                          | 1995                 | Denkmal für die Gefallenen des Zweiten Weltkrieges, Görlitz                                         |
| Goethe-Denkmal                                                                         | Goethestraße, Ecke Sattigstraße (Standort)                                         | Die auf einem Postament ursprünglich inmitten eines harmonisch geschwungenen Jugendstil-Brunnenbecken stehende Büste Johann Wolfgang von Goethes wurde nach einem Modell von Bildhauer Johannes Pfuhl in Bronze gegossen. Sie und ein Bronze-Fries wurden 1942 abgenommen und zu Rüstungszwecken eingeschmolzen; die Büstewurde nach dem Krieg durch eine von dem Görlitzer Bildhauer Willy Ullrich nach dem Vorbild eines Werks von Christian Daniel Rauch neu gefertigte Sandsteinbüste ersetzt. Sie wurde dem Denkmal am 201. Geburtstag Goethes am 28. August 1949 aufgesetzt. Das Brunnenbecken und die einem Maul ähnelnde Wasserspeisung existieren nicht mehr. | Johannes Pfuhl, Willy Ullrich            | 1902                 | Goethe-Denkmal                                                                                      |
| Skulptur Großer Gehender                                                               | Hotherstraße (Standort)                                                            | Auf der Grünfläche zwischen der Altstadtbrücke und der Vierradenmühle wurde zu Ehren des ehemaligen Görlitzer Bürgermeisters Ulf Großmann wurde ein Erinnerungsort gestaltet, in deren Zentrum sich die Bronzeplastik „Großer Gehender“ befindet. Die lebensgroße Plastik entstand im Jahr 2009. Die Gestaltung thematisiert die Verantwortung des Einzelnen und verweist auf das Wirken Ulf Großmanns. | Erik Neukirchner                         | 2023                 | |
| Herde                                                                                  | Demianiplatz, vor dem Theater (Standort)                                           | Das Objekt Herde wurde im Rahmen der zeitlich begrenzten Ausstellung Görlitzer ART auf der Elisabethstraße aufgestellt. Nach dem Ende der Ausstellung verbleibt das Kunstwerk nun auf Dauer in der Stadt. Seit 2016 hat es seinen Platz auf der Wiese vor dem Theater in Richtung Kaisertrutz. Das Kunstwerk besteht aus drei Einzelobjekten. | Piotr Wesołowski                         | 2016                 | Herde                                                                                               |
| Humboldt-Denkmal                                                                       | Stadtpark (Standort)                                                               | Das Denkmal mit der Büste erinnert an den Naturforscher Alexander von Humboldt. Die Inschrift auf dem Sockel lautet: „Dem Andenken an Alexander von Humboldt 1769–1859“. | Christian Daniel Rauch                   | 1871                 | weitere Bilder                                                                                      |
| Gedenktafel am Jüdischen Friedhof                                                      | Biesnitzer Straße, Eingang zum Jüdischen Friedhof (Standort)                       | Das Mahnmal erinnert an die 323 getöteten Insassen des KZ-Außenlagers Görlitz (im Volksmund oft fälschlicherweise KZ Biesnitzer Grund genannt), die auf dem jüdischen Friedhof ihre letzte Ruhestätte fanden. In einem Massengrab fand man 1948 allein 178 Opfer, die auf den Friedhof umgebettet wurden. Das rote Dreieck am linken Eingangspfeiler gilt den politischen Gefangenen unter den Opfern, der Davidstern auf dem rechten Eingangspfeiler den jüdischen Opfern. | –                                        | 1951                 | Gedenktafel am Jüdischen Friedhof                                                                   |
| Justitiasäule                                                                          | Brüderstraße, Rathaustreppe (Standort)                                             | Die Justitiafigur thront auf einer reich verzierten Säule am Fuß der Rathaustreppe. Sie hält in ihrer rechten Hand das Richtschwert und in der linken eine Balkenwaage. Jedoch trägt die Figur nicht wie üblich eine Augenbinde. Die originale Figur war nach den Kriegsauslagerungen während des Zweiten Weltkrieges verschollen und wurde 1952 durch eine von dem Dresdner Bildhauer Werner Hempel angefertigte Kopie ersetzt. | Andreas Walther III                      | 1591                 | weitere Bilder                                                                                      |
| Kanonenkugel                                                                           | Klingewalde 24 (Standort)                                                          | Während der Befreiungskriege gegen Napoleon Bonaparte zogen zwischen Februar und Mai sowie ab Mitte August 1813 Truppen beider Seiten durch die Stadt. Auch der heutige Stadtteil Klingewalde war betroffen. Während der Kämpfe im Mai 1813 schlug die Kanonenkugel in die Fassade des Hauses 24 ein. | –                                        | 1813                 | Kanonenkugel, Klingewalde                                                                           |
| Denkmal für die Opfer des Kapp-Putsches                                                | Städtischer Friedhof, Nordende des Mittelweges (Standort)                          | Das Mahnmal erinnert an die Opfer des Kapp-Putsches 1920. Die Inschrift lautet: „14. – 17. 3. 1920 Ruhm und Ehre den Kämpfern gegen Kapp und Faupel“. An den beiden Tafeln, die die mittlere Tafel flankieren, werden die Namen der sechs Opfer in der Stadt genannt: Adolf Raschke, Josef Rother, Oskar Thal, Gustav Nitsche, Klara Prüfer geb. Pietsch und Minna Sturm. | –                                        | 1929                 | Denkmal für die Opfer des Kapp-Putsches                                                             |
| Gedenktafel Marie-Elise Kayser                                                         | Leipziger Straße 11 (Standort)                                                     | Die Inschrift auf der Gedenktafel für Marie Elise Kayser lautet: „Marie-Elise Kayser Dr. med. wurde am 28.11.1883 in diesem Haus geboren (verst 06.09.1930) Sie wirkte als Kinderärztin besonders zum Wohle der Säuglinge und war Begründerin der Frauenmilchsammelstellen“. | –                                        |                      | Gedenktafel Marie-Elise Kayser                                                                      |
| Kesselschmied                                                                          | Promenadenstraße, Einmündung Friesenstraße (Standort)                              | Die Bronzeplastik des Berliner Bildhauers Gerhard Janesch wurde in der Kunstgusshütte Lauchhammer gegossen. Im Laufe der Jahrzehnte wurde das Denkmal mehrmals umgesetzt. Das zwei Meter hohe Denkmal befand sich einst am Friedrich-Forell-Haus, dem Privatwohnsitz der Geheimratsfamilie Williger, wenig später wurde es schon einmal zur Ecke Friesenstraße/Promenadenstraße versetzt. Schließlich fand es im Wohngebiet an der Albrecht-Thaer-Straße zwischen Biesnitz und Weinhübel Aufstellung, bis der Kulturausschuss der Stadtverordnetenversammlung 1994 die Rückführung des Denkmals an die Ecke Friesenstraße/Promenadenstraße beschloss. Es wurde 1996 in der Kunstgusshütte Lauchhammer restauriert und anschließend wieder aufgestellt. | Gerhard Adolf Janensch                   | 1931                 | Kesselschmied                                                                                       |
| Gedenktafel Gottfried Kiesow                                                           | Bei der Peterskirche 8 (Standort)                                                  | Die Inschrift auf der Gedenktafel für Gottfried Kiesow lautet: „Prof. Dr. Dr. Gottfried Kiesow 7. August 1931 7. November 2011 Ehrenbürger der Stadt Görlitz und Begründer der Deutschen Stiftung Denkmalschutz Prof. Kiesow war maßgeblich an der Rettung zahlreicher Denkmale der Stadt Görlitz beteiligt.“. | –                                        | 2013                 | Gedenktafel Gottfried Kiesow                                                                        |
| Gedenktafel für das Kinderfest                                                         | Am Stadtpark, an der Stadthalle (Standort)                                         | Die Tafel erinnert an das erste Nachkriegskinderfest in der Stadt. Die Inschrift lautet: „Am 20. Mai 1945 zwölf Tage nach der Zerschlagung des Hitlerfaschismus durch die Sowjetarmee feierten Görlitzer Kinder auf Einladung des sowjetischen Stadtkommandanten Gardeoberst Nesterow und der Stadtverwaltung im Stadthallengarten ihr erstes Kinderfest am Beginn einer neuen Zeit.“ | –                                        | 1970                 | Gedenktafel für das Kinderfest                                                                      |
| Kistenkinder                                                                           | Fischmarkt, Durchgang zur Elisabethstraße (Standort)                               | Die Bronzefigurengruppe im Hof der Fischmarktgrundschule ist vom Durchgangsweg vom Fischmarkt zur Elisabethstraße zu sehen. Sie stammt ebenso wie die Badenden Kinder vom Freitaler Künstler Peter Fritzsche. | Peter Fritzsche                          |                      | Kistenkinder                                                                                        |
| Gedenktafel Konzentrationslager Leschwitz                                              | Seidenberger Straße, Ecke Am Sande (Standort)                                      | Die Inschrift auf der Gedenktafel für die Opfer des Konzentrationslagers Leschwitz lautet: „Zum Gedenken an die Helden des Widerstandes gegen Faschismus und Krieg 1933 errichteten die Faschisten auf dem Gelände der ehemaligen Tuchfabrik an der Neisse in Weinhübel ein Konzentrationslager in dem Antifaschisten aus Görlitz und Umgebung unmenschlich gequält wurden.“ | –                                        |                      | Gedenktafel Konzentrationslager Leschwitz                                                           |
| Denkmal für das ehemalige Konzerthaus in der Leipziger Straße                          | Lutherplatz, ehem. Konzerthausgarten (Standort)                                    | Die Inschrift lautet: „Hier stand das 1876 erbaute Konzerthaus das traditionelle Zentrum der Görlitzer Arbeiterbewegung – Das Konzerthaus war Vergnügungslokal Stätte von politischen sportlichen und kulturellen Veranstaltungen Hier sprach 1895 August Bebel und 1901 Rosa Luxemburg – In den Jahren 1975–1984 wurden die Wohngebäude zwischen Lutherplatz und Leipziger Straße als städtebauliches Ensemble rekonstruiert“. |                                          |                      | Denkmal für das ehemalige Konzerthaus in der Leipziger Straße                                       |
| Körnerdenkmal                                                                          | Landeskrone, Treppenaufgang zur Turmgaststätte (Standort)                          | Das Denkmal wurde 1895 zu Ehren Theodor Körners, der am 12. August 1809 die Landeskrone bestieg, von der Görlitzer Ortsgruppe des Riesengebirgsvereines gestiftet. | Gerhard Röhr                             | 1895                 | weitere Bilder                                                                                      |
| Gedenktafel zur Gründung der KPD-Ortsgruppe                                            | Nikolaigraben Ecke Rothenburger Straße (Standort)                                  | Die Inschrift auf der Tafel zur Gründung der KPD-Ortsgruppe lautet: „Am 20. XII. 1920 vereinigten sich im „Goldenen Löwen“ die Genossen der KPD und des linken Flügels der USPD zur Ortsgruppe Görlitz der vereinigten Kommunistischen Partei Deutschlands“. | –                                        |                      | Gedenktafel zur Gründung der KPD-Ortsgruppe                                                         |
| Kugeldenkmal                                                                           | Stadtpark (Standort)                                                               | Das Kugeldenkmal erinnert an die 1813 in Görlitzer Lazaretten an Typhus gestorbenen Soldaten. Berichten zufolge soll es sich überwiegend um französische und unter russischem Kommando stehende bayrische Soldaten gehandelt haben, die auf der ehemaligen Viehweide – dem heutigen Stadtpark – begraben wurden. |                                          | 1861                 | Kugeldenkmal                                                                                        |
| Gedenktafel Mira Lobe                                                                  | Struvestraße 9 (Standort)                                                          | Die Inschrift auf der Gedenktafel für Mira Lobe lautet: Geburtshaus der Schriftstellerin Mira Lobe geb. Hilde Mirjam Rosenthal geb. am 17. September 1913, Görlitz gest. am 06. Februar 1995, Wien In Görlitz hat sie die entscheidenden frühen Prägungen erfahren und ihr literarisches Talent entdeckt. Als Jüdin hat sie hier auch Diskriminierung und Ausgrenzung erfahren. Aus ihrer Feder stammen viele wunderbare Kinder- und Jugendbücher. „Bücher sind zu mancherlei da... Damit man lacht, zum Beispiel. Lachen ist wichtig. Damit man gescheiter wird. Gescheit sein ist wichtig. Damit man Sehnsucht bekommt. Das ist vielleicht das Wichtigste.“ Mira Lobe Die Gedenktafel an ihrem Geburtshaus wurde am 14. September 2013 enthüllt. | –                                        | 2013                 | Gedenktafel Mira Lobe                                                                               |
| Martin-Luther-Denkmal                                                                  | Lutherplatz, vor der Lutherkirche (Standort)                                       | Das Lutherdenkmal war zum Zeitpunkt der Einweihung am 21. Juni 1904 das erste Lutherdenkmal in Schlesien. Das Statue ist ein Nachguss des Lutherdenkmals in Worms von Ernst Rietschel. Die 1,5 Tonnen schwere und 3,40 Meter hohe Bronzestatue wurde 1942 zu Rüstungszwecken eingeschmolzen. Im Jahr 1981 gründeten ehemalige Görlitzer in Aumühle bei Hamburg einen Förderverein zur Wiederbeschaffung des Lutherdenkmals. Die Gussform tauchte kurze Zeit darauf in der Gießerei in Lauchhammer wieder auf. Die durch den Verein gesammelten 70.000 DM wurden zur Restaurierung der Gussform und den anschließenden Neuguss des Denkmals eingesetzt. Zum 500. Geburtstag Martin Luthers am 30. Oktober 1983 erfolgte die feierliche Enthüllung des neuen Denkmals an seinem alten Standort vor der Lutherkirche. | Ernst Rietschel                          | 1904                 | weitere Bilder                                                                                      |
| Lutherstein                                                                            | Weinberggelände, innerhalb des Gleisovals der Parkeisenbahn (Standort)             | Der Lutherstein wurde wahrscheinlich anlässlich der Vollendung des 400. Geburtstages des Reformators Martin Luthers aufgestellt. Die Inschrift auf dem von den Wurzeln eines Baumes umwachsenen Stein lautet: „Zum Gedächtnis an Luther 10. Nov. 1883“. | –                                        | 1883                 | Lutherstein                                                                                         |
| Mädchen mit Hase                                                                       | Stadtpark, nördlich des Parkhauses (Standort)                                      | Im südlichen Teil des Stadtparks befindet sich am Parkhäuschen die Kunststeingussfigur Mädchen mit Hase. | Rudolf Enderlein                         |                      | Mädchen mit Hase                                                                                    |
| Meridianstein                                                                          | Am Stadtpark, westlich der Stadthalle (Standort)                                   | Über die Neißewiesen, zwischen der Stadthalle und der Neiße, verläuft nach aktuellen Berechnungen der 15. Meridian. Der die Erdkugel symbolisierende Meridianstein wurde 1961 im Gedenken an die erste bemannte Raumfahrt des sowjetischen Kosmonauten Juri Gagarins aufgestellt. Moderne Messverfahren haben ergeben, dass der Stein seinerzeit 137 m zu weit westlich platziert wurde. Der auf der runden Deckplatte eingelassene Bronzebügel zeigt die genaue Nord-Süd-Richtung an. Der Görlitzer Steinmetz und Bildhauer Carl Däunert erstellte und stiftete den Stein. Die Inschrift auf dem kugelrunden Stein lautet: „Nach der mittleren Ortszeit des 15. Längenkreises richtet sich die gesamte mitteleuropäische Zeit – MEZ – gilt in Skandinavien - den Staaten Mitteleuropas - Ungarn - Jugoslawien - Italien - Tunesien - Kamerun. Errichtet 1961 dem Jahr des ersten Raumfluges des Menschen.“ | Carl Däunert                             | 1961                 | weitere Bilder                                                                                      |
| Gedenktafel Gustav von Moser                                                           | Elisabethstraße 16 (Standort)                                                      | Die Gedenktafel erinnert an den Lustspieldichter Gustav von Moser, der in diesem Haus am 23. Oktober 1903 verstarb. | –                                        |                      | Gedenktafel Gustav von Moser                                                                        |
| Bronzetafel Sage vom Nachtschmied                                                      | Obermarkt 15 (Standort)                                                            | Die Bronzetafel erinnert an die Sage vom Nachtschmied. Der Schmied der Sage soll im Haus Obermarkt 15 seine Schmiedewerkstatt besessen haben. | –                                        |                      | Bronzetafel Sage vom Nachtschmied                                                                   |
| Gedenktafel für die Beherbergung Napoleons                                             | Rosenstraße 4 (Standort)                                                           | Die Tafel erinnert an den berühmten Übernachtungsgast des Hauses Rosenstraße 4 am 23. Mai 1813 – Napoleon Bonaparte. Die Inschrift lautet: „Napoleon 23. Mai 1813“. | –                                        |                      | Gedenktafel für die Beherbergung Napoleons                                                          |
| Neidkopf – 9. November 1989                                                            | Sporergasse (Standort)                                                             | Die Bronzeskulptur zeigt einen Neidkopf Lenins hinter einem fünfzackigen Stern. Die Inschrift aus metallischen Buchstaben unter dem Neidkopf lautet: „Neidkopf – 9. November 1989 Strick ist entzwei und wir sind frei des Herren Name steh uns bei des Gotts Himmels und Erden Luther“. |                                          | ≈ 1990               | Neidkopf – 9. November 1989                                                                         |
| Tafel Nikolaizwinger                                                                   | Nikolaistraße, Eingang zum Nikolaizwinger (Standort)                               | Die Tafel am Eingang zum Nikolaizwinger erinnert an die Umgestaltung des Teils der Stadtbefestigung zum Park. Die Inschrift auf ihr lautet: „Zwinger Grünanlage errichtet im Nationalen Aufbauwerk 1953–1954“. |                                          |                      | Tafel Nikolaizwinger                                                                                |
| Gedenktafel Otto Nuschke                                                               | Hospitalstraße 22, Eckhaus Krölstraße (Standort)                                   | Die Inschrift auf der Gedenktafel für Otto Nuschke lautet folgendermaßen: „Dr. h.c. Otto Nuschke geb. 23.2.1883 gest. 27.12.1957 Stellvertreter des Ministerpräsidenten der Deutschen Demokratischen Republik Vorsitzender der Christlich-Demokratischen Union Deutschlands“. | –                                        |                      | Gedenktafel Otto Nuschke                                                                            |
| Robert-Oettel-Denkmal                                                                  | Weinberggelände, inmitten des Parkeisenbahnareals (Standort)                       | Robert Oettel entstammte einer bedeutenden Görlitzer Kaufmannsfamilie und legte mit seiner erfolgreichen Geflügelzucht und seinem Wissen die Grundlage für die systematische Verfolgung von Zuchtzielen in der Geflügelwirtschaft. Er gründete 1852 den Hühnerologischen Verein in Görlitz. Es war der erste Geflügelzuchtverein in Deutschland. Im Jahr 1898 beschlossen Vertreter der deutschen Rassegeflügelzüchtervereine anlässlich Oettels 100. Geburtstags, ihm ein Denkmal in seiner Heimatstadt zu setzen. Am 15. Juni 1901 wurde das Denkmal feierlich enthüllt. An dem großen Granitstein befindet sich eine Bronzeplatte mit dem Porträt Oettels, eine lebensgroße Plastik eines Hahnes der Rasse Bergischer Kräher neben dem Porträt sowie drei Bronzeplatten mit Szenen aus der Geflügelzucht auf dem Steinsockel, auf dem der Granitstein thront. Der Bronzeschmuck wurde 1942 entfernt und der Rüstungsindustrie abgeliefert. Durch einen Zufall konnte man nach dem Krieg die Bronzetafeln auf einem sogenannten Glockenfriedhof wiederfinden und wieder in das Denkmal einlassen. Im Jahr 1992 kehrte durch die Veranlassung des Bundes Deutscher Rassegeflügelzüchter auch eine Nachbildung des Hahnes wieder an seine Stelle zurück. Das Denkmal war damit wieder vollständig. | Reinhard Schnauder                       | 1901                 | Robert-Oettel-Denkmal                                                                               |
| Gedenktafel Robert Oettel                                                              | Untermarkt 2 (Standort)                                                            | Die Inschrift auf der Gedenktafel für Robert Oettel lautet folgendermaßen: „Geburtshaus des Begründers der Deutschen Rassegeflügelzucht Robert Oettel geb. 23.11.1798 gest. 14.3.1884 Zum 100jährigen Bestehen des von ihm am 18. Okt. 1852 gegründeten Hühnerologischen Vereins Görlitz“. | –                                        | 1952                 | Gedenktafel Robert Oettel                                                                           |
| Denkmal für die Opfer des Ersten Weltkrieges                                           | Nikolaikirche (Standort)                                                           | Die Nikolaikirche wurde seit der Reformation bis zur Umgestaltung 1925 für Bestattungsgottesdienste genutzt. Bei der Umgestaltung wurden die spätgotischen Achteckpfeiler auf einen sternförmigen Querschnitt verjüngt. Auch die bemalte Flachdecke wurde zu Gunsten einer neuen gotischen Rabitzgewölbe aufgegeben. | Martin Elsaesser                         | 1925                 | Denkmal für die Opfer des Ersten Weltkrieges                                                        |
| Denkmal für die Opfer des Zweiten Weltkrieges                                          | Friedhof der Auferstehungskirche (Standort)                                        | Das Holzkreuz auf dem Friedhof der Weinhübeler Auferstehungskirche erinnert an die Opfer des Zweiten Weltkrieges. Auf einer Holztafel ist folgendes zu lesen: „Christus spricht: Ich bin die Auferstehung und das Leben“. | –                                        |                      | Denkmal für die Opfer des Zweiten Weltkrieges, Weinhübel                                            |
| Denkmal für die Opfer der Nachkriegsjahre und des DDR-Regimes                          | Reichertstraße 112 (Standort)                                                      | Die Aufschrift auf dem Stein lautet: „Im Gedenken an die Opfer von Terror und Gewalt in den Jahren 1945–1989“. Am 13. August finden hier jährlich Gedenkveranstaltungen für die Opfer der innerdeutschen Grenze statt. |                                          |                      | Denkmal für die Opfer der Nachkriegsjahre und des DDR-Regimes                                       |
| Gedenktafel Papst Johannes Paul II.                                                    | Am Stadtpark, westlicher Brückenkopf der Brücke Papst-Johannes-Paul-II. (Standort) | Die Gedenktafel wurde ein Jahr nach dem Tod des Papstes Johannes Paul II. an dessen Geburtstag, dem 18. Mai 2006, enthüllt. Gleichzeitig wurde die Stadtbrücke zwischen Görlitz und Zgorzelec über die Lausitzer Neiße in Papst-Johannes-Paul-II.-Brücke umbenannt. | –                                        | 2006                 | Gedenktafel Papst Johannes Paul II.                                                                 |
| Gedenkstein Park des Friedens                                                          | Park des Friedens (Standort)                                                       | Zwischen Brückenstraße, Louis-Braille-Straße und Dr.-Kahlbaum-Allee befindet sich der 2,1 Hektar große Park des Friedens. Der Schirmseiden-Fabrikant Otto Müller erwarb 1905 das Grundstück und schenkte es der Stadt, die nach Abriss der Gebäude 1906 nach Plänen des Gartendirektors Emil Schneider eine Grünanlage anlegen ließ. Der Park bekam zu Ehren Otto Müllers den Namen Otto-Müller-Park. Am 1. September 1957 erfolgte dann die Umbenennung des Parkes in Park des Friedens. | –                                        | 1957                 | Gedenkstein Park des Friedens                                                                       |
| Gedenktafel Platz der Befreiung                                                        | Postplatz, am Gericht (Standort)                                                   | Die Tafel erinnert an die kurz vor Ende des Krieges in Görlitz getöteten Zivilisten und Soldaten. Die Inschrift lautet: „Platz der Befreiung Auf diesem Platz lagen im Frühjahr 1945 von faschistischen Mordkommandos umgebrachte Soldaten und Bürger. Die Toten mahnen die Lebenden.“ | –                                        |                      | Gedenktafel Platz der Befreiung                                                                     |
| Postmeilensäule Oldtimer Pioniereisenbahn                                              | Holteistraße Ecke An der Brauerei (Standort)                                       | Das Denkmal in Form einer sächsischen Postmeilensäule wurde zum Andenken an die Erbauer der Oldtimer Pioniereisenbahn aufgestellt. Die Steinmetze vom Stadtgrün Görlitz schufen den Granitobelisken. Auf den vier Seiten der Säule sind die Entfernungen nach Berlin, Dresden, Fürth, Leipzig, Newcastle, Nürnberg, Potsdam und Rostock in Meilen vermerkt. Am 7. April 2012 wurde die restaurierte Postmeilensäule enthüllt. Eine Spende des Görlitzer Bombardier-Werks ermöglichte die Instandsetzung des Denkmals. |                                          | 1976                 | weitere Bilder                                                                                      |
| Anton-Saefkow-Denkmal                                                                  | Anton-Saefkow-Straße, Ecke Landheimstraße (Standort)                               | Der Gedenkstein erinnert an Anton Saefkow. Die Inschrift auf ihm lautet: „Anton Saefkow Kommunist Antifaschist geb. 22.7.1903 Ermordet 18.9.1944 im Zuchthaus Brandenburg-Görden“. Über der Inschrift befindet sich ein rotes, kopfstehendes Dreieck – ein Erkennungszeichen, das alle politisch Gefangenen während der Zeit des Nationalsozialismus auf ihrer Häftlingskleidung tragen mussten. | –                                        | ≈ 1960               | Anton-Saefkow-Denkmal                                                                               |
| Salzkristalle                                                                          | Uferpark (Standort)                                                                | Die Salzkristalle wurden im Rahmen der zeitlich begrenzten Ausstellung Görlitzer ART im Uferpark aufgestellt und verbleibt nun auf Dauer. Das Objekt besteht aus drei einzelnen, ca. 1 bis 1,5 m großen Salzkristallen, die aus glasfaserverstärkten Kunststoff hergestellt sind. | Matthias Lehmann                         | 2016                 | Salzkristalle                                                                                       |
| Friedrich-Schiller-Denkmal                                                             | Doktor-Kahlbaum-Alle Ecke Blockhausstraße (Standort)                               | Zwei Tage nach dem 100. Geburtstag Friedrich Schillers am 12. November 1859 fand die Grundsteinlegung durch das Görlitzer Schillerkomitee statt. Auf Grund zahlreicher Transportschäden des aus Kunzendorfer Marmor hergestellten Sockels wurde ein neuer Sockel geordert. Mit diesem heute noch erhaltenen Sockel konnte das Denkmal erst am 23. Juni 1861 feierlich enthüllt werden. Die Ecken des Sockels sind sparsam mit einem Lorbeerkranz verziert. Darüber verweist die Metalltafel – „Schiller“ – auf die darüber thronende Büste des deutschen Dichters. Bei der Büste handelt es sich um einen Nachguss von Danneckers Antlitz Schillers. Dieser Nachguss war damals Massenware und kostete im Jahre 1859 lediglich 60 Taler. Das ganze Denkmal waren mit ca. 300 Talern veranschlagt. | Johann Heinrich Dannecker                | 1861                 | Friedrich-Schiller-Denkmal                                                                          |
| Denkmal der Liebe für Carl Edmund Schulz                                               | Wanderpfad zwischen Kunnerwitz und Loenschen Gut (Standort)                        | Folgt man dem Pfad hinter dem Kunnerwitzer Gut in den Wald gen Osten, dann gelangt man zu einem Denkmal, das ein Relief zeigt und um dieses reich verziert ist. Es ruht auf einem viereckigen Sockel. Das verwitterte Relief zeigt links einen Engel, der in der linken Hand ein Palmzweig hält und mit seiner rechten einer rechts daneben sitzenden, trauernden Frau Trost spendet. Die Inschrift, die heute nur noch schwer zu entziffern ist, hieß einst: „Denkmal der Liebe, dem früh entschlafenen Carl Edmund Schulz gewidmet. Geboren den 12. Jänner 1815, gestorben den 30. September 1835.“ |                                          |                      | Denkmal der Liebe für Carl Edmund Schulz                                                            |
| Sitzgruppe Parkbank                                                                    | Zittauer Straße, gegenüber dem Straßenbahndepot (Standort)                         | Das Ensemble der steinernen Sitzgruppe entstand 1905 für die Niederschlesische Gewerbe- und Industrieausstellung und wurde von der Firma F. B. Neumann aus Görlitz aus bläulichem Granit geschaffen. Das Arrangement wurde erstmals bei der Gewerbeausstellung an der Oberlausitzer Ruhmeshalle in der Görlitzer Ostvorstadt (heute: Zgorzelec) gegenüber dem großen Pavillon aufgestellt. Nach dem Ende der Ausstellung kaufte der Görlitzer Industrielle Richard Raupach das Ensemble und ließ es an seinem heutigen Standort nahe seiner 1878 gegründeten Maschinenfabrik an der Zittauer Straße aufstellen. Die Sitzgruppe ist vier Meter tief und durch ihre Halbkreisform insgesamt sechs Meter lang. In der Mitte der Bank befindet sich ein Becken in das einst ein Speier in Form eines Delfins Wasser speihte. Flankiert wird die halbkreisförmige Bank von zwei Säulen mit Pfauenköpfen, von denen ein ebenso halbkreisförmiger steinerner Balken die Sitzgruppe überspannt. Gestützt wird der Balken von vier weiteren Säulen oberhalb der Rückenlehne. |                                          | 1905                 | Sitzgruppe Parkbank                                                                                 |
| Sonnenuhr                                                                              | Stadtpark, Rosengarten (Standort)                                                  | Die Sonnenuhr wurde mit der Anlegung des Rosengartens im Stadtpark 1910 aufgestellt. | –                                        | 1910                 | Sonnenuhr, Rosengarten                                                                              |
| Denkmal für die Gefallenen Sowjetsoldaten im Krieg 1941–1945                           | Schlaurother Weg, Kriegsgräberstätte Rauschwalde (Standort)                        | Am 21. April 1946 wurde die sowjetische Kriegsgräberstätte mit dem Obelisken im Zentrum im Andenken der gefallenen sowjetischen Soldaten im Zweiten Weltkrieg eröffnet. Sie wurde zwischen 2006 und 2009 mit Mitteln des Bundes und der evangelischen Christusgemeinde Rauschwalde mit Unterstützung der Stadt grundhaft instand gesetzt. |                                          | 1946                 | Denkmal für die Gefallenen Sowjetsoldaten im Krieg 1941–1945                                        |
| Stadt-Raum-Skulptur                                                                    | Uferstraße, nahe der Altstadtbrücke (Standort)                                     | Die rotgestrichene verzinkte Stahlskulptur wurde zum Brückenfest 2005 im Rahmen der Kulturhauptstadtbewerbung 2010 aufgestellt. Die Skulptur wanderte vorher durch zahlreiche europäische Städte, bevor sie in Görlitz ankam. | Bodo Rau                                 | 2005                 | weitere Bilder                                                                                      |
| Gedenktafel Kurt Steffelbauer                                                          | Konsulstraße 1, (Standort)                                                         | Die Inschrift auf der Gedenktafel für Kurt Steffelbauer lautet: „In diesem Hause wurde Kurt Steffelbauer Lehrer – Widerstandskämpfer Gewerkschaftsfunktionär am 16. 2. 1890 geboren hingerichtet durch die Faschisten am 21. 5. 1942“. | –                                        |                      | Gedenktafel Kurt Steffelbauer                                                                       |
| Gedenktafel Freiherr vom Stein                                                         | Steinstraße 12 (Standort)                                                          | Die Tafel erinnert an Heinrich Friedrich Karl vom und zum Stein, der vom 12. bis 21. Mai 1813 im Haus Steinstraße 12 wohnte. | –                                        |                      | Gedenktafel Freiherr vom Stein                                                                      |
| Stein für Johann Gottlieb Bogner                                                       | Nieskyer Straße (Standort)                                                         | An der Nieskyer Straße befindet sich stadtauswärts auf der linken Straßenseite zwischen Scultetusstraße und Schlesischer Straße ein verwitterter rechteckiger Stein, der auf einem kleinen Sockel steht. Laut Car Wallis Görlitzer Inschriften lautet diese auf dem Stein: „Am 5. Dezember 1853 verunglückte hier der Junggeselle Johann Gottlieb Bogner, indem er unter einen schwerbeladenen Wagen kam und auf der Stelle seinen Tod fand, seines Alters 21 Jahr, sechs Monate, sechs Tage. Sein Körper ruht auf dem Gottesacker zu Ebersbach.“ | –                                        | ≈ 1853               | Stein für Johann Gottlieb Bogner                                                                    |
| Stein Schlaurother Straße                                                              | Schlaurother Straße (Standort)                                                     | Der Stein erinnert an einen Bauer, der hier vom Blitz getroffen worden sein soll. Auf dem Stein sind ein Kreuz sowie die Initialen J. H. und das Jahr 1834 eingemeißelt. | –                                        | ≈ 1834               | Stein Schlaurother Straße                                                                           |
| Stein am Weinberg                                                                      | Zittauer Straße, Weinberg (Standort)                                               | Auf der stadteinwärtigen Seite der Zittauer Straße befindet sich am Weinberg ein aufrecht stehender Stein. Verschiedenen Quellen nach soll es sich dabei um einen Sühnestein handeln. In Richard Jechts Geschichte der Stadt Görlitz stellt Jecht die Vermutung auf, dass dies ein zur Chaussee gehörender Grenz- oder Malstein ist. | –                                        |                      | Stein Zittauer Straße                                                                               |
| Stelen der Erinnerung                                                                  | Jüdischer Friedhof (Standort)                                                      | Am 1. September 2015 wurde das Denkmal auf dem jüdischen Friedhof eingeweiht. Es erinnert an die Toten des Außenlagers Biesnitzer Grund. Auf den sieben Stelen finden sich die Namen von 148 namentlich bekannten auf dem Friedhof beigesetzten Opfern, die im Görlitzer Krematorium eingeäschert wurden. Zu den übrigen der insgesamt 323 hier beigesetzten Opfer fehlten die Namen bis zu diesem Zeitpunkt. | –                                        | 2015                 | Stelen der Erinnerung                                                                               |
| Stele Marienplatz                                                                      | Marienplatz (Standort)                                                             | Die viereckige Metallstele wurde im Rahmen der Neugestaltung des Marienplatzes aufgestellt. Auf den vier Seiten steht folgendes geschrieben: „Marienplatz Görlitz – Neugestaltung 2001–2002 – Gefördert durch die Allianz Umweltstiftung – Gefördert im Rahmen der Städtebauförderung“. | –                                        | 2002                 | Stele Marienplatz                                                                                   |
| Gedenktafel Otto Straßburg                                                             | Straßburg-Passage, Zugang von der Berliner Straße (Standort)                       | Am 4. Mai 2019 wurde die im Fußboden eingelassene, bronzene Gedenktafel für Otto Straßburg von seinem Enkel Wolfgang Straßburg enthüllt. | –                                        | 2019                 | Gedenktafel Otto Straßburg                                                                          |
| Sühnestein Girbigsdorfer Weg                                                           | Girbigsdorfer Weg (Standort)                                                       | Der Sühnestein hat seinen Ursprung geht auf einem Zweikampf zurück, bei dem am 15. Dezember 1666 der älteste Sohn des Herrn von Schachmann auf Königshain den Bruder des Landesältesten von Salza auf Ebersbach tötete. Der Stein hat eine Höhe von 57 cm, eine Breite von 52 cm und eine Stärke von 27 cm. Der Stein mit seiner unklaren, verwitterten Form hat einen flachen Kopf und einen geraden Schaft. Die Kanten sind stark abgerundet. Im Scheitelmittelpunkt des Steins befindet sich ein Loch. Er steht seit 1970 unter Denkmalschutz. | –                                        | ≈ 1666               | Sühnestein Girbigsdorfer Weg                                                                        |
| Ernst-Thälmann-Denkmal                                                                 | Heinzelstraße (Standort)                                                           | Das Denkmal in der Nähe des Berggartens erinnert an den einstigen Vorsitzenden der Kommunistischen Partei Deutschlands (KPD) (1925–1933) Ernst Thälmann, der 1944 im KZ Buchenwald ermordet wurde. Die Inschrift auf dem dreieckigen Polygon mit dem Konterfei Thälmanns lautet: „Ernst Thälmann 1886–1944 – Wir müssen weiter kämpfen und den Sieg erringen denn unsere Sache ist gerecht“. |                                          | 1972                 | Ernst-Thälmann-Denkmal                                                                              |
| Traditionssäule des Infanterieregiments 19                                             | Dr.-Kahlbaum-Allee, nördlich des Ständehauses (Standort)                           | Das Denkmal wurde ursprünglich für die im Ersten Weltkrieg gefallenen Soldaten der Görlitzer Garnison erbaut, aber nach dem Ende des Zweiten Weltkrieges mit folgender Inschrift versehen: „1939 1945 Inf.-/Pz.Gren.Rgt. 30 Görlitz-Lauban in der schles. 18.Inf./Pz.Gren.Div. Liegnitz – Glogau – Bunzlau – Freystadt – Sagan – Sprottau – Ehre ihrem Andenken“. Am 19. Juni 1938 fand die Einweihung der Stele statt. Die Stele trägt eine flache Flammenschale. Die Vorderseite ziert ein symmetrischer metallischer Eichenzweig. Ebenfalls in Metall befindet sich darunter die Inschrift: „DEN TOTEN“. Ein weiteres darunterliegendes, kleines Metallrelief zeigt das Regimentszeichen der Garnison in der wilhelminischen Zeit. Das Denkmal wurde am 19. Juni 1938 wurde das Denkmal im Rahmen des 125. Regimentsjubiläums des 19. Infanterieregiments eingeweiht. Zwischen 1939 und 1945 fanden hier alljährlich zum Heldengedenktag im März Ehrungen durch die Wehrmacht, politische Institutionen und die Görlitzer Bevölkerung statt. Trotz erheblicher Schäden durch Bombenangriffe im Umfeld der Stele kurz vor Ende des Zweiten Weltkrieges blieb diese selbst unzerstört. Bei der Restaurierung 1994 wurden auf Bitten der Traditionsverbände Infanterie/Panzergrenadier-Regiment 30 Görlitz-Lauban und der 18. Infanterie/Panzergrenadier-Division auch die Toten des Zweiten Weltkrieges in das Gedenken einbezogen.                                                                         | Heinz Grunwald                           | 1938                 | Traditionssäule des Infanterieregiments 19                                                          |
| Gedenktafel Ehrenfried Walther von Tschirnhausen                                       | Nikolaistraße 12 (Standort)                                                        | Die Tafel erinnert an den berühmten Bewohner des Hauses Nikolaistraße 12 – Ehrenfried Walther von Tschirnhaus. Die Inschrift lautet: „Stadtwohnung der Familie von Tschirnhaus – Ehrenfried Walther von Tschirnhaus – * 10. 4. 1651 Kieslingswalde bei Görlitz, heute Sławnikowice + 11. 10. 1708 Dresden – Bedeutender sächsischer Gelehrter der Frühaufklärung – Erstes deutsches Mitglied der Académie des Sciences in Paris – Wegbereiter für die Herstellung des europäischen Porzellans“. | –                                        |                      | Gedenktafel Ehrenfried Walther von Tschirnhausen                                                    |
| Ulmenplatzstein                                                                        | Weinberggelände, am Rande des Gleisovals der Parkeisenbahn (Standort)              | Die Tafel erinnert an die Anpflanzung des Ulmenplatzes im Jahr 1877. Die Tafel ist zerstört und einzelne Fragmente fehlen. | –                                        | 1877                 | Ulmenplatzstein                                                                                     |
| Gedenktafel der Verrätergasse                                                          | Verrätergasse, Ausgang zum Obermarkt (Standort)                                    | Die Gedenktafel erinnert an den gescheiterten Görlitzer Tuchmacheraufstand im Jahr 1527. Die Inschrift auf der Tafel lautet: „1527 planten die Goerlitzer Tuchmacher ihren dritten Aufstand gegen den Rat um am Stadtregiment beteiligt zu werden Ihre Anführer kamen im Hinterhaus des Peter Liebig Langenstr 12 zusammen und horteten hier Waffen Der Aufstand wurde vorzeitig entdeckt und niedergeschlagen 9 Verschwoerer wurden als Verraeter an der Stadt hingerichtet 19 gefoltert und 25 geaechtet Die Tuer durch die sie in Liebigs Haus kamen traegt seither die Inschrift ″D V R T 1527″ zu lesen: ″Der Verraeterischen Rotte Tuer″ – daher der Name Verraetergasse“. | –                                        |                      | Gedenktafel der Verrätergasse                                                                       |
| Verzweiflung                                                                           | Stadtpark (Standort)                                                               | Die Skulptur befand sich einst in den Anlagen des Schlosses des Grafen Fritz von Hochberg im schlesischen Halbau. Der Reichsgraf Hans Heinrich XV. von Hochberg schenkte die Skulptur der Stadt Görlitz im Jahr 1919. Auf dem Sockel ist die nachträgliche Inschrift: „Vermächtnis eines Görlitzer Kindes, des Herrn Adolf Berthelmann 1919“ zu lesen. Der Graf wollte wohl an seinen 1918 verstorbenen Sekretär Adolf Berthelmann erinnern, der in Görlitz geboren wurde. Das Denkmal besteht aus Kunststein – einem Betonguss und wird auf Grund der Witterungsempfindlichkeit in der kalten Jahreszeit mit einem Schutz umbaut. | Richard Engelmann                        | 1919/1920            | Verzweiflung                                                                                        |
| Gedenktafel für die Opfer des Volksaufstandes vom 17. Juni 1953                        | Postplatz, am Gericht (Standort)                                                   | Die Inschrift auf der Gedenkplatte für die Opfer des Volksaufstandes vom 17. Juni 1953 lautet wie folgt: „Zum Gedenken an die Opfer des Volksaufstandes 17. Juni 1953 in Görlitz und Umgebung“. | –                                        |                      | Gedenktafel für die Opfer des Volksaufstandes vom 17. Juni 1953                                     |
| Gedenktafel Waidhaus                                                                   | Bei der Peterskirche 8 (Standort)                                                  | Die Inschrift auf der Gedenkplatte lautet wie folgt: „An dieser Stelle ist im Mauerwerk eine Liste aller Spender hinterlegt, die 1995 dazu beigetragen haben, das Waldhaus und viele weitere Kulturdenkmale in Deutschland vor dem Verfall zu bewahren. Dafür danken wir. Die Stadt Görlitz und die Deutsche Stiftung Denkmalschutz 22.10.1996“. | –                                        | 1996                 | Gedenktafel Waidhaus                                                                                |
| Wappen der Stadt am Frauenturm                                                         | Marienplatz, Frauenturm (Standort)                                                 | Das Relief des Görlitzer Stadtwappens wird links von einem Steinbild der Maria und rechts der Barbara flankiert. Die Inschrift auf dem Relief lautet: „INVIA VIRTUTI NULLA EST VIA“ (Kein Weg ist für die Mannheit unwegsam). Das Wappen zierte einst das Frauentor, eines der vier ehemaligen Stadttore. Nach der Abtragung der Stadtmauer Mitte des 19. Jahrhunderts wurde das Wappen 1856 am Frauenturm (umgangssprachlich Dicker Turm) angebracht und ziert ihn bis heute. | Briccius Gauske, Jorge Maler             | 1477                 | Wappen der Stadt am Frauenturm                                                                      |
| Johannes-Wüsten-Denkmal                                                                | Johannes-Wüsten-Straße, Ecke Joliot-Curie-Straße (Standort)                        | Das Denkmal erinnert an den in Görlitz aufgewachsenen Künstler Johannes Wüsten. Die stilisierte Bronzebüste ruht auf einem Sandsteinsockel. Am Eckhaus hinter der Büste wurde eine Tafel mit der Inschrift: „Johannes Wüsten geboren – 1896 Antifaschist Schriftsteller Maler und Graphiker Von den Nazis zu 15 Jahren Zuchthaus verurteilt Am 26.4.1943 im Zuchthaus Brandenburg umgekommen“ angebracht. Es wurde auf dem kleinen Vorplatz am Haupteingang der 14. Polytechnische Oberschule Johannes Wüsten am Klosterplatz aufgestellt. Nach der Rückbenennung der Schule in Augustum wurde das Denkmal auf die Johannes-Wüsten-Straße umgesetzt. | Theo Balden                              | 1971                 | weitere Bilder                                                                                      |
| Gedenktafel Wirkungsstätte Johannes Wüstens                                            | Johannes-Wüsten-Straße 7 (Standort)                                                | Die Inschrift auf der Tafel lautet: „Johannes Wüsten 1896–1943 antifaschistischer Künstler wirkte in diesem Hause 1930–1934“. | –                                        |                      | Gedenktafel Wirkungsstätte Johannes Wüstens                                                         |
| Bütte Apothekergasse                                                                   | Apothekergasse (Standort)                                                          | Die Bütte stammt vermutlich aus dem 16. Jahrhundert und diente im Mittelalter zur Wasserversorgung der umliegenden Häuser. Das schmiedeeiserne Gitter stammt wahrscheinlich aus dem 19. Jahrhundert. Die Bütte hat heute keine Funktion mehr. | –                                        | ≈ 1592               | Bütte Apothekergasse                                                                                |
| Bütte Bäckerstraße                                                                     | Bäckerstraße (Standort)                                                            | Einst existierten auf der Bäckerstraße zwei Wassertröge. Einer befand sich in der Nähe der Webergasse und der andere am Fischmarkt. Im Jahr 1844 wurden beide vereint und unter einen gewölbten Überbau auf der Nordseite der einstigen Mädchenschule umgesetzt. | –                                        | 1844                 | Bütte Bäckerstraße                                                                                  |
| Bütte Bogstraße                                                                        | Bogstraße, an der Nikolaigrundschule (Standort)                                    | Die Bütte Bogstraße befand sich vorher auf dem oberen Demianiplatz und wurde 1870 in die Nikolaivorstadt an ihren jetzigen Standort umgesetzt. | –                                        | 1870                 | Bütte Bogstraße                                                                                     |
| Bütte Hainwald / Badende Kinder                                                        | Hainwald (Standort)                                                                | Die Bronzeplastik mit Kindern in einem Topf auf der Bütte in der sogenannten Neidecke wird im Volksmund auch scherzhaft Kannibalentopf genannt. Die Bronzeplastik wurde im April 2010 gestohlen. Mittlerweile wurde eine Kopie der Badenden Kinder auf der Bütte installiert. | Peter Fritzsche                          | 1991                 | Bütte Hainwald/Badende Kinder                                                                       |
| Bütte Ochsenzwinger                                                                    | Ochsenzwinger, obere Terrasse (Standort)                                           | Das Granitbecken wurde 1999 repariert und mit einem Edelstahlwasserzulauf versehen. | –                                        | 1999                 | Bütte Ochsenzwinger                                                                                 |
| Bütte bei der Peterskirche                                                             | Bei der Peterskirche 1 (Standort)                                                  | Die Bütte bei der Peterskirche erinnert an die einstige Rohrbütte, die die umliegenden Häuser mit Wasser versorgte. Die heutige Granitbütte wurde aus der Ratsapotheke am Untermarkt geborgen und 1999 an der Peterskirche aufgestellt. | –                                        | 1999                 | Bütte bei der Peterskirche                                                                          |
| Engel & Teufel                                                                         | Steinstraße, an der Annenkapelle (Standort)                                        | Das Arrangement Engel und Teufel besteht aus zwei benachbarten Brunnen. Am Standort des Engelbrunnens befand sich bereits 1880 ein Brunnen, von dem der Sockel, auf dem der Engel sitzt, erhalten ist. Die Granitschale, in die das Wasser aus der Hand des Engels fließt, stammt aus dem Jahr 1897. In den 1950er Jahren wurde die mittlerweile stark beschädigte alte Brunnenplastik abgebaut. Ihr Verbleib ist bisher unbekannt. Erst nach der Wende bekam der Brunnen wieder eine Bronzeplastik in Gestalt eines Engels, der auf einem Sockel sitzt und seine Füße gegen das Granitbecken stemmt. Der Teufelsbrunnen am Chor der Annenkapelle ist gegenwärtig der einzige Trinkwasserbrunnen der Stadt. | Veronica von Appen                       | 1992                 | weitere Bilder                                                                                      |
| Georgsbrunnen                                                                          | Obermarkt (Standort)                                                               | Die Figur des Stadtknechtes und die Wasserspeier stammen vermutlich bereits aus dem Jahr 1590. Der Stadtknecht trägt in seiner rechten Hand eine Fahne und mit der linken Hand stützt er sich auf das Wappen des Kurfürstentums Sachsen. Ursprünglich war es wohl das böhmische Wappen. An seiner rechten Seite sitzt ein Löwe. Etwa in der Mitte der Säule, auf der der Knecht steht, fließt aus vier Köpfen Wasser in das Brunnenbecken. Unter den Wasserspeiern befanden sich vermutlich bis in das 18. Jahrhundert die Wappen der damaligen sogenannten Stadtgewaltigen Christian Moller von Mollerstein, Karl Förster, Bartholomäus Gehler und Elias Dietrich. Die Wappen wurden wahrscheinlich bei Ausbesserungsarbeiten entfernt. 1856 wurde der Brunnen abgebrochen und die Figur auf ein neues Brunnenbecken hinter dem Schwibbogen am Klosterplatz gestellt. Später wurde der Brunnen wieder zurück auf den Obermarkt vor den Schwibbogen gesetzt. Nach der Wende erhielt er seinen heutigen Standort in der Achse der Brüderstraße. Die originale Georgsfigur befindet sich im Durchgang des Museums auf der Neißstraße 30 und wurde durch eine originalgetreue Nachbildung ersetzt. Das Brunnenbecken ist das Zentrum einer gepflasterten Windrose um das Becken. | Johann Anton, Hans Pfüster               | 1590                 | weitere Bilder                                                                                      |
| Humboldtbrunnen                                                                        | Stadtpark (Standort)                                                               | Im Jahr 1929 wurde die ursprüngliche Zinkgussplastik inmitten des Brunnens durch die Brunnenfigur Fischende Knaben ersetzt. Die neue Plastik stiftete der Görlitzer Kunstglas-Kaufmann Ewald Schneider. Im Jahr 2004 wurde die Brunnenplastik unter finanzieller Mithilfe des Görlitzer Lions Clubs und der Altstadtstiftung restauriert. Im Jahr 2011 folgt die Restaurierung des Brunnenbeckens. | Walter Wolf                              | 1875                 | Humboldtbrunnen                                                                                     |
| Brunnen Karpfengrund                                                                   | Karpfengrund (Standort)                                                            | Hinter der Granitbütte befindet sich eine Steinquadersäule, an deren zur Brunnen gewandten Seite zwei Karpfenköpfe das Wasser in das Brunnenbecken speien. Sie erinnern an die Namensgeber des Karpfengrundes, einer der ältesten Siedlungsorte in der Stadt. | Gisela Mauermann                         | 1993                 | weitere Bilder                                                                                      |
| Klosterbrunnen                                                                         | Klosterplatz (Standort)                                                            | Auf dem steinernen oktogonalen Beckenrand des Klosterbrunnens umschließt ein reich verziertes geschmiedetes Geländer in Form von rankenden Pflanzen das Brunnenbecken. An jeder der acht Ecken des Geländers befindet sich eine Blüte. Aus der Mitte des Brunnenbeckens erhebt sich eine vierseitige Säule; in der Mitte jeder Seite ragt ein ebenfalls geschmiedeter Wasserspeier empor. Oberhalb des Säulenschmucks befinden sich auf jeder Seite nochmals fünf Wasseraustritte. Er ersetzte nach der Platzumgestaltung 1905 die zwischen 1854 und 1856 gebaute steinerne Zisterne. Diese wiederum war ein Ersatz für die klostereigene Rohrbütte. Im Jahr 1991 wurde der Brunnen restauriert. | Stadtbauinspektor Rieß                   | 1905                 | weitere Bilder                                                                                      |
| Kunstbrunnen „Die Tanzende“                                                            | Berliner Straße, Ecke Salomonstraße (Standort)                                     | In der Mitte des Sandsteinbrunnenbeckens befindet sich ein Tisch, auf dem eine bronzene Dame mit goldenem Haar tanzt. Auf dem Stuhl neben dem Tisch sitzt ein Hund. Das Brunnenbecken hat einen Durchmesser von 3,80 Metern und die auf dem Tisch thronende Tänzerin ist insgesamt 2,40 Meter hoch. Am Rand des Brunnenbeckens befinden sich Accessoires wie Geige, Fächer und Hut. Sie sollen wie die Tänzerin den einstigen Caféhauscharakter verdeutlichen. Im nahen Eckhaus an der Salomonspitze befand sich einst das Tanzlokal Café Hohenzollern, später Café Fledermaus bzw. Café Central. Die Inschrift am Brunnenrand lautet: „In Erinnerung an das einstige Tanzcafé Hohenzollern/Café Fledermaus/Café Central von 1891 bis 1990 im Haus Berliner Straße 51“. Der Brunnen wurde am 21. September 2012 im Beisein des Dresdner Kunstprofessors Helmut Heinze eingeweiht. | Vinzenz Wanitschke                       | 2012                 | weitere Bilder                                                                                      |
| Milchkannen                                                                            | Hainwald (Standort)                                                                | Der Brunnen an der Ecke des Pfarrgärtchens am Waidhaus soll an die zahlreichen Wasserbütten in der Stadt erinnern. Die Installation aus milchkannenähnlichen Gefäßen besteht aus Edelstahl. Aus der liegenden Kanne läuft das Wasser in eine Mulde in der Granitplatte im Boden. Aus zwei Edelstahlleitungen fließt Wasser in eine aufrecht stehende Kanne und in eine Edelstahlwanne. | Thea Richter                             |                      | Milchkannen                                                                                         |
| Muschelminna                                                                           | Postplatz (Standort)                                                               | Muschelminna wird im Volksmund ein 1887 erbauter Brunnen inmitten des Postplatzes genannt. Damit ist die weibliche Bronzestatue auf dem Marmorsockel gemeint, die auf ihrem Kopf eine große Muschel trägt. Die Statue wurde während des Zweiten Weltkriegs eingeschmolzen und erst 1994 durch eine originalgetreue Nachbildung ersetzt. | Robert Toberentz                         | 1887                 | weitere Bilder                                                                                      |
| Neptunbrunnen                                                                          | Untermarkt (Standort)                                                              | Der Neptunbrunnen auf dem Untermarkt befindet sich südlich der sogenannten Zeile. Er geht auf das Jahr 1756 zurück und wurde vom Steinmetz Johann Georg Mattausch aus Wenig-Rackwitz bei Löwenberg nach einer Zeichnung von Johann Friedrich Wilhelm von Charpentier gefertigt. Neptun steht erhöht am Rand des großen Brunnenbeckens. Unter ihm liegt zwischen seinen Füßen ein Fisch, der Wasser in eine Art Zwischenbehälter in Form eines Kopfs speit. Aus dem geöffneten Mund dieses Kopfes fließt das Wasser in das Brunnenbecken. Im Görlitzer Volksmund trägt die Brunnenfigur auch den Namen Gabeljürgen. | Johann Friedrich Wilhelm von Charpentier | ≈ 1756               | weitere Bilder                                                                                      |
| Nikolaibrunnen                                                                         | Nikolaigraben, am Nikolaiturm (Standort)                                           | In den Kellerräumen des Hauses Nikolaistraße 5 sammelt sich in einem Becken Wasser und staut sich an einer Felsschicht auf. Anfang des 20. Jahrhunderts legte man im Nachbarkeller einen Pumpensumpf an, um das Wasser über eine Leitung zum Brunnenbecken neben dem Nikolaiturm zu pumpen. Das überschüssige Wasser wird im Sommer in den Zierbrunnen, im Winter in die Kanalisation gepumpt. Der Brunnen entstand nach Entwürfen Karl Friedrich Schinkels und besaß einst einen dreistufigen Aufbau aus Zinkguss, aus dessen Schalen und Düsen Wasserstrahlen in das Becken fielen. | Karl Friedrich Schinkel                  | ≈ 1880               | Nikolaibrunnen                                                                                      |
| Brunnenterrasse im Nikolaizwinger                                                      | Nikolaizwinger (Standort)                                                          | Der ehemalige Nikolaizwinger als Teil der Görlitzer Stadtbefestigung wurde 1954 von dem Görlitzer Gartendirektor Henry Kraft in eine Parkanlage umgestaltet. An der Stelle der heutigen Brunnenterrasse legte er einen Schmuckgarten mit Ornamentbeeten an. In den Jahren 1995 bis 1999 wurde die Gartenanlage nach Plänen von Berliner Landschaftsarchitekten umgestaltet und die Brunnenterrasse angelegt. |                                          | 1999                 | Brunnenterrasse im Nikolaizwinger                                                                   |
| Brunnenterrasse im Ochsenzwinger                                                       | Ochsenzwinger (Standort)                                                           | Die Parkanlage wurde in den 1960er Jahren zwischen den ehemaligen Wehrmauern der Görlitzer Stadtbefestigung von Gartendirektor Henry Kraft gestaltet. Im Jahr 1999 wurde die Brunnentechnik für die sechs Fontänen erneuert, die in einer Achse angeordnet sind und sich mit Ornamentbeeten abwechseln. | Henry Kraft                              | 1962/1963            | weitere Bilder                                                                                      |
| Wasserband                                                                             | Marienplatz (Standort)                                                             | Im Rahmen der Umgestaltung des Marienplatzes Anfang der 2000er Jahre wurde der in den 1940er Jahren als Löschwasserbecken konzipierte Brunnen zugeschüttet und durch das sogenannte Wasserband ersetzt. Es soll stark vereinfacht einen Wasserlauf von der Quelle bis zur Mündung symbolisieren. An der Quelle verdichten sich die in dem Brunnen stehenden Quader zu einem Gebirge. Die Quader ragen bis zur Mündung stets etwas flacher aus dem Brunnenbecken. Aus senkrechten Quell- und schräg geneigten Strahldüsen sprüht das Wasser in zeitlichen Intervallen in den Brunnen. Die Wasserhöhe im Brunnenbecken beträgt bis zu 35 cm. | Till Rehwaldt                            | 2001/2002            | weitere Bilder                                                                                      |
| Wasserspiel Leipziger Platz                                                            | Leipziger Platz (Standort)                                                         | Das Wasserspiel auf dem Leipziger Platz (Kreuzung Landeskronstraße und Leipziger Straße) entstand während der Sanierung der dreieckigen Platzfläche zwischen 2000 und 2001. Aus einer Art Türrahmen in einer gelben Wand fließt das Wasser über eine dreifach abgestufte, sich aufweitende Fläche in Richtung Norden, wo es wieder aufgefangen wird. |                                          | 2001                 | Wasserspiel Leipziger Straße                                                                        |
| Zecherpaar                                                                             | Klosterplatz (Standort)                                                            | Auf dem Brunnenrand sitzt eine Frau, die sich mit der Wäsche beschäftigt, ihr gegenüber ein Mann im Brunnenbecken, der den Inhalt eines Bierhumpens über seinen Oberkörper gießt. Die ehemalige Granitsteinbütte, die das Brunnenbecken bildet, stammt aus dem Görlitzer städtischen Bestand und war vermutlich früher eine Pferdetränke. Der Brunnen sollte einst im Neubaugebiet Königshufen aufgestellt werden. | Gisela Mauermann                         | 1999                 | weitere Bilder                                                                                      |

## Liste der ehemaligen Brunnen, Denkmale und Skulpturen
Die nachfolgende Liste enthält neben nicht mehr vorhandenen Görlitzer Brunnen, Denkmalen und Skulpturen auch solche im polnischen Zgorzelec, die bereits vor der Grenzziehung 1945 existierten. Die ehemaligen Görlitzer Stadtteile östlich der Neiße bilden seit 1945 die polnische Stadt Zgorzelec.
| Name                                                                               | Letzter Standort | Beschreibung und Anmerkungen zur Geschichte | Künstler                         | Jahr der Aufstellung | Jahr der Entfernung | Bild                                                                             |
| ---------------------------------------------------------------------------------- | --- | --- | -------------------------------- | -------------------- | ------------------- | -------------------------------------------------------------------------------- |
| Denkmal für die ertrunkenen Angehörigen des 1. Schlesischen Jäger-Bataillons Nr. 5 | Jägerwäldchen (heute: Park Ujazdowski) (Standort)                                                                    | Das Denkmal erinnert an die bei einem Badeunfall im August 1851 ertrunkenen Militärangehörigen des 1. Schlesischen Jäger-Bataillons Nr. 5, das zwischen 1830 und 1887 in Görlitz stationiert war. Die Inschrift lautet: „Dieses Denkmal / setzten ihren verunglückten Kameraden / die Mitglieder / des Kgl. Preus. 5. Jäger-Bataillons / 1852. / Erneuert vom Verein / ehem. Jäger u. Schützen / Görlitz 1932“. Der Gedenkstein war von seinem Standort entfernt worden. Er wurde Ende der 1990er Jahre am ehemaligen Bootshafen aufgefunden. In Zusammenarbeit mit dem Zgorzelecer Stadtarchitekten Pjotr Pawlowicz, der Baufirma Savex und dem Görlitzer Steinmetzbetrieb Reichel wurde er restauriert und an seinem ursprünglichen Platz wieder aufgestellt. Im November 1999 wurde er im Beisein von 20 Bürgern aus Görlitz und zahlreichen Repräsentanten beider Länder erneut eingeweiht. | –                                | 1852                 | –                   | Denkmal für das 1. Schlesische Jäger-Bataillon Nr. 5                             |
| Denkmal zum 50. Garnisonsjubiläum                                                  | Jägerwäldchen (heute: Park Ujazdowski) (Standort)                                                                    | Das obeliskenförmige Denkmal befand sich am Zugang des Jägerwäldchens am benachbarten Denkmal für die 1866 gefallenen Jäger. Es wurde zum 50. Garnisonsjubiläum am 22. September 1880 aufgestellt. Die Inschrift auf der an den Obelisken angelehnten Steinplatte stand folgendes: „Zur Erinnerung an das 50jähr. Garnison Jubilaeum des 1.Schles.JägerBat. Nr.5 am 22.Sept.1880“. |                                  | 1880                 | nach 1945           | Denkmal zum 50. Garnisonsjubiläum                                                |
| Abwägende Beobachter                                                               | Uferstraße (Standort)                                                                                                | Die Abwägenden Beobachter waren zwei aus Ästen verwobene, trichterförmige Skulpturen auf deutscher und polnischer Neißeseite. Blickte man durch die Öffnung der einen Skulptur, so konnte man die jeweils andere erblicken. Die Doppelskulptur wurde am 4. Mai 2001 eingeweiht. Sie entstand vor dem Baubeginn der neuen Altstadtbrücke und symbolisierte den geplanten Brückenschlag und musste somit bereits nach kurzer Standzeit dem Bauvorhaben weichen. | Giuliano Mauri                   | 2001                 | 2003                |                                                                                  |
| Gedenktafel Jakob Böhme                                                            | Prager Straße 12 (heute: ulica Ignacego Daszyńskiego 12) (Standort)                                                  | Die Gedenktafel mit der Aufschrift „In diesem Hause wohnte Jakob Böhme von 1599 bis 1610“ erinnert an den Görlitzer Philosophen Jakob Böhme. | –                                | 1924                 | –                   | Gedenktafel Jakob Böhme am Jakob-Böhme-Haus                                      |
| Gedenktafel Jakob Böhme                                                            | Jakob-Böhme-Straße 2 (Standort)                                                                                      | Die Inschrift auf der Gedenktafel für Jakob Böhme lautete: „Jakob Böhme 1575 – 1624 Görlitzer Schuhmacher und philosophischer Schriftsteller“. Sie wurde im Rahmen der Sanierungsarbeiten an dem Eckhaus abmontiert. | –                                |                      | 2011                |                                                                                  |
| Gedenkstein für die deutschen Einigungskriege                                      | Seidenberger Straße (heute: ulica Łużycka), Straßeninsel vor der Johanneskirche (Standort)                           | Im Jahr 1909 setzte der Moyser Militärverein auf der grünen Insel zwischen Seidenberger Straße (heute: ulica Łużycka) und Johanneskirchstraße (heute: ulica Grunwaldzka) ein Gedenkstein für die siegreichen deutschen Einigungskriege unter dem preußischen König und späteren Kaiser Wilhelm Friedrich Ludwig von Preußen. Auch eine Kaiser-Gedächtniseiche wurde gepflanzt. |                                  | 1909                 | nach 1945           |                                                                                  |
| Gedenktafel für die Gründung FDJ-Kreisverband Görlitz                              | Demianiplatz 2, am Theater (Standort)                                                                                | Auf der Gedenktafel südlich neben dem Haupteingang des Theaters stand folgende Inschrift: „Am 24. März 1946 versammelten sich 400 junge Antifaschisten im Stadttheater und gründeten den Kreisverband Görlitz der Freien Deutschen Jugend * Anläßlich des 25. Jahrestages der FDJ 1971“ |                                  | 1971                 |                     |                                                                                  |
| Denkmal für die Gefallenen des Ersten Weltkrieges                                  | Seidenberger Straße (heute: ulica Łużycka), Straßeninsel vor der Johanneskirche (Standort)                           | Das viereckige Denkmal mit säulenartigen Ecken ruhte auf einem zweistufigen Sockel. Es wurde zu Ehren der im Ersten Weltkrieg gefallenen Moyser Bürger am 1. Juli 1928 vom Moyser Militärverein eingeweiht. Das Denkmal existiert heute nicht mehr. |                                  | 1928                 | 1947/48             |                                                                                  |
| Denkmal für die im Jahr 1866 gefallenen Jäger                                      | Jägerwäldchen (heute: Park Ujazdowski) (Standort)                                                                    | Der Obelisk im Jägerwäldchen erinnerte an die gefallenen Soldaten des 1. Schlesischen Jäger-Bataillons Nr. 5 im Krieg 1866. |                                  |                      | nach 1945           |                                                                                  |
| Bronzerelief Heilig-Geist-Kirche                                                   | Breslauer Straße (heute: ulica Wrocławska), Altstadtbrücke (Standort)                                                | Am Südostpfeiler der alten Altstadtbrücke befand sich eine Bronzerelieftafel, die an die Heilig-Geist-Kirche am Ostufer der Neiße erinnerte, die für den Bau der Brücke zwischen 1903 und 1907 weichen musste. Das Relief zeigte die Kirche und die Holzbrücke über die Neiße. Die Brücke wurde am 7. Mai 1945 gesprengt. | –                                | ≈ 1907               |                     |                                                                                  |
| Kaiser-Friedrich-Denkmal                                                           | Kastanienallee (Standort)                                                                                            | Das Denkmal erinnerte an Friedrich III. – den zweiten deutscher Kaiser des Deutschen Kaiserreichs – und befand sich im östlichen Teil des Gartens der Gaststätte Kaiser-Friedrich-Thal. Die Gaststätte war der Gerichtskretscham der Gemeinde Groß-Biesnitz. Der Gasthof wurde um 1940 geschlossen. |                                  | 1898                 |                     | Kaiser-Friedrich-Denkmal                                                         |
| Kaisermanöverdenkmal                                                               | Leopoldshainer Straße (heute: ulica Cmentarna), Ecke Winterfeldtstraße (heute: ulica Władysława Reymonta) (Standort) | Einst befand sich an dem Weg von der Hermsdorfer Straße (heute: ulica Bohaterów II. Armii Wojska Polskiego) nach Moys nahe dem Bahnübergang ein Denkmal für die Zuschauer der Parade des V. Armeekorps im Rahmen des Kaisermanövers bei Görlitz, das vom 7. bis 12. September 1896 stattfand. An das Denkmal aus Kalksteinblöcken war eine Granittafel angebracht, auf der folgendes zu lesen war: „Standort ihrer Majestäten des Kaisers von Deutschland Wilhelm II. und des Kaisers Nikolaus II. am Tage der Parade des V. Armeekorps den 7.08.1896.“ Das Denkmal wurde 1913 an die Kreuzung Leopoldshainer Straße (heute: ulica Cmentarna)/Winterfeldtstraße (heute: ulica Władysława Reymonta) umgesetzt. |                                  |                      | nach 1945           |                                                                                  |
| Kaiser-Wilhelm-Denkmal                                                             | Wilhelmsplatz (Standort)                                                                                             | Das Denkmal wurde am 18. Mai 1893 in Anwesenheit des deutschen Kaisers Wilhelm II. auf dem Obermarkt enthüllt. Im Rahmen des Umbaus des Obermarkts wurde das Denkmal 1939 auf den Wilhelmsplatz umgesetzt. Während des Zweiten Weltkriegs wurde es demontiert und für Rüstungszwecke eingeschmolzen. | Johannes Pfuhl                   | 1893                 | 1942                | Kaiser-Wilhelm-Denkmal                                                           |
| Kanonendenkmal                                                                     | Demianiplatz (heute: Platz des 17. Juni) (Standort)                                                                  | Während des Deutsch-Französischen Krieges erbeutete das in Görlitz stationierte Jäger-Bataillon am 4. August 1870 die erste Kanone der Franzosen. Sie wurde am 4. August 1874 zwischen Kaisertrutz und Theater feierlich enthüllt. Die Kanone stand auf einem Sockel und war anfangs von einem Terrakottafries umgeben. Der Fries wurde 1898 in der Gießerei der Lauchhammerwerke in Bronze gegossen und ersetzte im selben Jahr den Terrakottafries. Der halbrunde Relieffries war eine miniaturisierte Kopie des Reliefs am Siegesdenkmal im Berliner Lustgarten. Die Kanone wurde 1942 demontiert und in der Kanonenkammer des Kaisertrutzes eingelagert. 1944 wurde die Kanone in aller Heimlichkeit in der Kaisertrutz vergraben. Der Bronzefries wurde 1950 verschrottet und das restliche Denkmal abgetragen. Etwa 1980 wurde die Kanone notdürftig restauriert; bis 2002 wurde sie im Magazin der Städtischen Sammlungen aufbewahrt. Seit 2002 befindet sich die Kanone als Dauerleihgabe im Schloss Krobnitz. Auf dem Sockel der Kanone stand folgende Inschrift: „Erstes im Kriege gegen Frankreich erobertes Geschütz“ und auf über und unter dem Fries war folgendes zu lesen: „Wir lassen Pflug und Hammer – Wir lassen Buch und Kammer – In Arbeit einig und in Wehr – Mit Gott und unserm Kaiser – Ein Haus, ein Volk, ein Heer“. | Martin Gropius, Rudolf Siemering | 1874                 | 1950                | Kanonendenkmal                                                                   |
| Kinderplastiken am Planschbecken                                                   | Georg-Snay-Park (heute: Park im. Andrzeja Błachańca), Planschwiese (Standort)                                        | Die beiden Plastiken zeigten Kinder, die sich auf das bevorstehende Bad im benachbarten Planschbecken im Georg-Snay-Park freuten. | Dorothea von Philipsborn         | ≈ 1925               |                     |                                                                                  |
| Kind mit Vogel                                                                     | Demianiplatz (Standort)                                                                                              | Neben der Blumenuhr befand sich auf der Rasenfläche vor dem Kaisertrutz eine lebensgroße Kunststeingussfigur, die ein Mädchen mit Vogel zeigte. Die Figur wurde durch Vandalismus beschädigt und bereits vor der Platzneugestaltung abgebaut und eingelagert. Momentan fehlen der Stadt jedoch finanzielle Mittel für die Reparatur und Wiederaufstellung der Skulptur. | Rudolf Enderlein                 |                      | ≈2010               |                                                                                  |
| Gedenkstein für einen donischen Kosaken                                            | Langeweg (heute: ulica Generała Władysława Andersa) (Standort)                                                       | Während der Napoleonischen Kriege waren im Jahr 1813 einige Abteilungen Kosaken im Gut Ober-Moys untergebracht, die plötzlich abmarschieren mussten und einen todkranken Kameraden mitnahmen. Der Kosake verstarb jedoch bereits nach kurzem Weg und wurde von seinen Kameraden begraben. Sie stellten ihm auch ein Holzkreuz auf und pflanzten drei Pappeln um die Grabstelle. Die Bäume wurden später gefällt und mit deren Erlös ließ der Kreisbaumeister Neumann dem Kosaken ein steinernes Denkmal setzen. Die Inschrift auf dem etwa 45 Zentimeter hohen und breiten Stein lautete: „Grabstätte eines donischen Kosaken 1813“. Das Denkmal ist heute nicht mehr erhalten. | –                                |                      |                     |                                                                                  |
| Kriegerdenkmal Grenadier-Regiment Graf Kleist von Nollendorf                       | Trotzendorfstraße (heute: ulica Armii Krajowej) (Standort)                                                           | Das Denkmal für das Grenadierregiment Graf Kleist von Nollendorf befand sich in der Nähe der Courbière-Kaserne an der spitz zulaufenden Kreuzung der Trotzdendorfstraße (heute: ulica Armii Krajowej) mit der Hermsdorfer Straße (heute: ulica Bohaterów II. Armii Wojska Polskiego). Im heutigen Zgorzelec befindet sich an dieser Stelle das Millenniumdenkmal in Form eines slawischen Kreuzes. Das einstige Kriegerdenkmal bestand aus einer viereckigen Stele in Form eines Obelisken auf einem breiten abgestuften Sockel. Es erinnerte an die Gefallenen des Grenadierregiments Graf Kleist von Nollendorf (1. Westpreußisches) Nr. 6, das nach dem Ende des Ersten Weltkrieges aus dem von diesem Zeitpunkt an polnischen Posen nach Görlitz verlegt wurde. Es wurde am 4. Juli 1926 eingeweiht. Im Jahr 1947 beschloss der Zgorzelecer Stadtrat, dass alle deutschen Denkmale aus dem Stadtbild zu entfernen sind. |                                  | 1926                 | 1947/48             |                                                                                  |
| Gedenktafel Leninplatz                                                             | Obermarkt, Reichenbacher Turm (Standort)                                                                             | Nachdem 1951 der Obermarkt offiziell in Leninplatz umbenannt worden war, brachte man 1970 an der Südseite des Reichenbacher Turmes eine Tafel mit folgender Inschrift an: „Leninplatz zu Ehren des Begründers des Sowjetstaates und Führers des Weltproletariats Wladimir Iljitsch Lenin 1870–1924 Anlässlich seines 100. Geburtstages 22. April 1970.“ Unterhalb der steinernen Tafel befand sich ein Porträtrelief Lenins. Im Mai 1990 wurde der Obermarkt zurückbenannt; am 27. April des gleichen Jahres wurden auch die Tafel und das Relief Lenins vom Reichenbacher Turm entfernt. | Georg Nawroth                    | 1970                 | 1990                |                                                                                  |
| Johann-Christoph-Lüders-Denkmal                                                    | Christoph-Lüders-Platz (heute: Hildegard-Burjan-Platz) (Standort)                                                    | Am 12. Juli 1903 wurde anlässlich des 100. Geburtstages von Johann Christoph Lüders ein auf Kosten der Aktiengesellschaft in Auftrag gegebenes Bronzedenkmal auf dem bereits am 28. Juni des gleichen Jahres nach ihm benannten Christoph-Lüders-Platz enthüllt. Das Denkmal zeigte Lüders auf einem steinernen Sockel von der Hüfte aufwärts mit einem Maßstab in der einen und einer Zeichnung in der anderen Hand. Vor ihm stand auf einem Granitsockel ein Schmied mit Hammer und Amboss als Zeichen der Anerkennung der Fabrikarbeiter. Das Denkmal fiel wie viele andere Bronzedenkmäler dem Zweiten Weltkrieg zum Opfer. |                                  | 1903                 | 1942                | Johann-Christoph-Lüders-Denkmal                                                  |
| Gustav-von-Moser-Denkmal                                                           | Demianiplatz, Theatervorplatz (Standort)                                                                             | Gustav von Moser verbrachte seine aktive Wehrdienstzeit beim Jägerbataillon in Görlitz und begann hier seine Karriere als Lustspielautor. Das Görlitzer Theater war die Versuchs- und Probebühne für seine Werke. Nach seinem Tod 1903 beschlossen die Görlitzer ihm vor dem Theater ein Denkmal zu setzen. Das Bronzedenkmal stand auf einem viereckigen Steinsockel mit gefasten Kanten. Auf dem Steinsockel stand „G. v. Moser“ geschrieben. | Harro Magnussen                  | 1908                 | ≈ 1942              | Gustav-von-Moser-Denkmal                                                         |
| Nordnadel                                                                          | Boulevard, Königshufen (Standort)                                                                                    | Die Nordnadel, das auch als Marterpfahl bezeichnete Kunstwerk, war eine Säule, die aus verschiedenfarbig glasierten Keramikelementen bestand. Ende 2008 wurde festgestellt, dass das Kunstwerk nicht mehr stabil in seinem Fundament verankert ist. Die Keramikelemente am Fuß waren durch Vandalismus stark beschädigt worden. Auch der obere Schlussstein lag nur noch locker auf der Säule, so dass man sich 2009 dazu entschied, die Säule sicherheitshalber abzubauen. |                                  |                      | 2009                |                                                                                  |
| Portikus                                                                           | Stadtpark (Standort)                                                                                                 | Für eine Huldigungsfeier für den preußischen König Friedrich Wilhelm III. ließ man 1815 die hölzerne Festarchitektur anfertigen. Im Jahr 1840 wurde sie in eine Tempelfront mit dorischen Säulen umgestaltet und erhielt an der Promenade (heute: Dr.-Kahlbaum-Allee) etwa auf der Höhe der Einmündung der Schützenstraße ihren Platz. Im ersten Nachkriegswinter 1945/1946 wurde der Portikus abgebrochen und das verbaute Holz als Heizmaterial benutzt. |                                  | 1815                 | 1945/1946           | Portikus                                                                         |
| Postmeilensäule                                                                    | Töpferberg, (heute: Plac Pocztowy) (Standort)                                                                        | Die Postmeilensäule wurde 1826 von der Straße vor dem Töpferberg auf den Berg umgesetzt. Ursprünglich trug die Säule die Entfernungsangaben in Wegstunden. Nach 1815 wurden die Angaben in Preußische Meilen geändert. Die Säule wurde 1945 schwer beschädigt, die Überreste blieben für 10 Jahre am gleichen Ort. Im Jahr 1955 wurde sie vom Amt für Denkmalpflege aus Breslau freigelegt und abtransportiert. Zwei Reststücke der originalen Postmeilensäule befinden sich im Post- und Fernmeldemuseum in Breslau. Im August 2000 regte die Forschergruppe kursächsische Postmeilensäulen die Wiederaufstellung der Säule bei der Görlitzer Stadtverwaltung an. Am 30. August 2003 wurde eine Kopie der Säule aus schlesischen Sandstein feierlich an ihrem alten Standort auf dem Töpferberg im heutigen Zgorzelec enthüllt. | –                                | 1725                 | –                   | Postmeilensäule                                                                  |
| Prinz-Friedrich-Karl-von-Preußen-Denkmal                                           | Blockhausstraße (Standort)                                                                                           | Das Denkmal nahe dem Blockhaus in der heutigen Friedenshöhe erinnerte an den preußischen Generalfeldmarschall Prinz Friedrich Karl Nikolaus von Preußen und war eines der wenigen Standbilder des Prinzen. Er weilte während des Deutschen Krieges 1866 in Görlitz. Die Inschriften lauteten auf der Vorderseite: „FRIEDRICH CARL PRINZ VON PREUSSEN GENERAL-FELDMARSCHALL“ und auf der Rückseite: „Ich wag’s, Gott walt’s.“. | Franz Ochs                       | 1891                 | 1942                | Prinz-Friedrich-Karl-von-Preußen-Denkmal                                         |
| Gedenkstein Friedrich Wilhelm Raschke                                              | Moyser Park, Hauptallee (Standort)                                                                                   | In der Hauptallee des Parks des Moyser Gutshofs (oftmals auch Schloss genannt) gab es einen Gedenkstein, der an den Majoratsstifter und sächsischen Kriegsrat Friedrich Wilhelm Raschke erinnerte. Die Familie Raschke war lange Zeit Besitzer des Nieder-Moyser Gutshofes. |                                  | 1808                 |                     |                                                                                  |
| Reichsadler                                                                        | Elsa-Brändström-Straße (heute: ulica Elizy Orzeszkowej), Winterfeldt-Kaserne (Standort)                              | Am östlichen Zugang zur Winterfeldt-Kaserne befand sich ein Reichsadler der auf einem wuchtigen, quaderförmigen Sockel aus regelmäßig behauenen Steinen ruhte. Unterhalb der Krallen des Adlers befand sich ein Hakenkreuz und wiederum darunter die Inschrift Winterfeldt Kaserne. Der Sockel existiert heute noch, jedoch wurden der Reichsadler, das Hakenkreuz sowie die Inschrift entfernt. |                                  | 1936                 | nach 1945           |                                                                                  |
| Stele mit Reichsadler                                                              | Kleiststraße (heute: ulica Bohaterów II. Armii Wojska Polskiego), Kleist-Kaserne (Standort)                          | Am östlichen Zugang zur Kleist-Kaserne befand sich eine etwa sieben Meter hohe Stele, die von einem Reichsadler gekrönt wurde. In den Krallen hielt der Adler einen Ehrenkranz mit einem Hakenkreuz. |                                  | 1935/1936            | nach 1945           |                                                                                  |
| Reihergruppe                                                                       | Erich-Weinert-Straße, vor der Schule (Standort)                                                                      | Die Bronzeskulptur Reihergruppe zeigt zwei Reiher, die sich gegenüberstehen. Einer der Reiher streckt seinen Schnabel in Richtung Himmel. Das Denkmal befand sich einst vor der Schule an der Erich-Weinert-Straße. Mittlerweile soll sich das Denkmal in einem der inneren Schulhöfe der Grundschule Weinhübel befinden und ist der Öffentlichkeit nicht mehr zugänglich. | Rudolf Enderlein                 |                      |                     |                                                                                  |
| Roon-Denkmal                                                                       | Otto-Müller-Park (heute: Park des Friedens) (Standort)                                                               | Das Bronzestandbild für Generalfeldmarschall Albrecht von Roon wurde am 25. Juni 1895 auf der Ostseite des Wilhelmsplatzes enthüllt. Es stand auf dem um drei Stufen erhöhten Plateau, auf dem seit 1948 das Denkmal für die Opfer des Faschismus steht. Im Mai 1939 wurde das Standbild Roons vom Wilhelmsplatz in den Otto-Müller-Park (heute Park des Friedens) umgesetzt. An seine Stelle rückte für kurze Zeit das Reiterstandbild Wilhelms I. auf den Wilhelmsplatz, das vom Obermarkt umzog. Beide Denkmäler wurden 1942 für Rüstungszwecke eingeschmolzen. | Johannes Pfuhl                   | 1895                 | 1942                | Roon-Denkmal auf dem Wilhelmsplatz                                               |
| Franz-Hermann-Schulze-Delitzsch-Denkmal                                            | Rauschwalder Straße, Gelände des Waaren-Einkaufs-Vereins (Standort)                                                  | An der Rauschwalder Straße in einem Seitengarten des Görlitzer Waaren-Einkaufs-Vereins wurde 1884 zu Ehren des Politikers Franz Hermann Schulze-Delitzsch eingeweiht. Hermann Schulze-Delitzsch setzte sich für die Einführung des Genossenschaftsgesetzes in Preußen und im Norddeutschen Bund ein und legte damit auch die rechtliche Grundlage für den Görlitzer Waaren-Einkaufs-Verein. Das Denkmal bestand aus einem Sockel auf der eine Marmorbüste Schulze-Delitzschs thronte. |                                  | 1884                 |                     |                                                                                  |
| Gedenkstein Bartholomäus Scultetus                                                 | Rabenbergstraße/Scultetusweg, Rabenberg (heute: ulica Przechodnia / ulica Szkolna) (Standort)                        | Der Gedenkstein für den ehemaligen Görlitzer Bürgermeister und Sohn der Stadt Bartholomäus Scultetus befindet sich am Scultetushof (Rabenvorwerk) im heutigen Zgorzelec. Der Hof gehörte zwischen 1529 und 1566 Martin Schulz, dem Vater von Bartholomäus Scultetus. Bereits in der Topologie des Stadtarchivars Richard Jecht aus den 1930er Jahren wurde der Stein an der Ostseite des Hofes neben einer Gedenktafel für Scultetus aus dem Jahr 1922 an der Westseite des Hofes erwähnt. | –                                | 1922                 | –                   | Gedenkstein Bartholomäus Scultetus                                               |
| Skulptur Stadtpark                                                                 | Stadtpark (Standort)                                                                                                 | Auf einem kunstvoll bepflanzten Rasenrondell westlich vor dem Parkhäuschen befand sich einst eine Skulptur, die vermutlich eine antike Figur mit einem Gewand verhüllt zeigte. Der Sockel auf dem die Skulptur ruhte war ebenfalls mit Blumen umpflanzt. |                                  |                      |                     |                                                                                  |
| Sonnenuhr Feldberggarten                                                           | Georg-Snay-Park (heute: Park im. Andrzeja Błachańca), Feldberggarten, Rosarium (Standort)                            | Die Sonnenuhr im Feldberggarten war von zwei bepflanzten Kunststeinvasen im ähnlichen Stil flankiert. Sie stand am Weg nahe dem Hang des Rosariums des Feldberggartens im Georg-Snay-Park. Die Sonnenuhr bestand aus einer Metallplatte mit Zifferblatt auf dem Steinsockel und einem Polstab. Heute ist nur noch der Sockel erhalten. Heute existiert lediglich noch der schmuckvolle Steinsockel. |                                  | ≈ 1927               | –                   | Sonnenuhr Feldberggarten                                                         |
| Stalin-Denkmal                                                                     | Rauschwalder Straße, Areal des Konsumvereins (Standort)                                                              | Das Stalin-Denkmal wurde zum Tod Josef Stalins 1953 auf dem Gelände des einstigen Konsumvereins an der Rauschwalder Straße aufgestellt. Auf einem Sockel mit der Inschrift „Josef Wissarionowitsch Stalin 21.12.1879 6.3.1953“ befand sich eine Büste Stalins. |                                  | 1953                 |                     |                                                                                  |
| Hermann-Steudner-Denkmal                                                           | Stadtpark (Standort)                                                                                                 | Das Denkmal für den Botaniker, Naturforscher und Afrikareisenden Hermann Steudner wurde am 15. Oktober 1874 in der Nähe des Gärtnerhauses im Stadtpark eingeweiht. Es entstand auf Kosten seiner Mutter Mathilde Steudner (geb. von Monsterberg). Seine Mutter war 1843 mit ihrem Sohn nach Görlitz gezogen. Er besuchte dort die Bürgerschule und das Gymnasium Augustum bis zum Abitur im Jahr 1850. Für die Stele und die Postamente der Sphinxen wurde grüner Syenit verwendet. Das Denkmal besaß folgende Inschrift: „Doctor H. STEUDNER, geb. in Greiffenberg in Schlesien 1832 den 1. September; gestorben im Innern von Afrika als Opfer der Wissenschaft am 10. April 1863. Dem einzigen Sohn die trauernde Mutter.“ Die Marmorbüste Steudners wurde 1898 durch eine Bronzebüste ersetzt. Sie fiel 1942 der Rüstungsindustrie zum Opfer. Das Syenitpostament blieb erhalten und befindet sich heute an der Mauer des Alten Städtischen Friedhofes. Der Verein HISTORICA e. V. setzt sich für einen originalgetreuen Wiederaufbau des Denkmals bis zum Jahr 2013 ein. | Eduard August Lürssen            | 1874                 | 1942                | Hermann-Steudner-Denkmal                                                         |
| Tanzende Knaben                                                                    | Georg-Snay-Park (heute: Park im. Andrzeja Błachańca), Feldberggarten (Standort)                                      | Auf der vierten Terrasse von oben befand sich im Feldberggarten ein Granitpostament auf dem zwei tanzende Knaben standen. Die Figurengruppe bildete den Übergang des stufenförmig angelegten Parkes zur fünften Terrasse – der sogenannten Tanzwiese. | Dorothea von Philipsborn         | ≈ 1927               |                     |                                                                                  |
| Treibachse der Dampflokomotive 03 100                                              | Reichenbacher Straße 1 (Standort)                                                                                    | Das Wahrzeichen des Bw war eine Treibachse der Schnellzuglokomotive 03 100. Sie war an der Reichenbacher Straße vor dem Verwaltungsgebäude aufgestellt. Auf einer Tafel stand: „Treibachse der Schnellzuglokomotive 03 100 Baujahr 1933 Höchstgeschwindigkeit 130 km/h Raddurchmesser 2000 mm Laufleistung 2518739 km Außerbetriebsetzung 1975 Hersteller Borsig Lokwerke Bln. Tegel“. Die Schnellzuglokomotive wurde am 1. Februar 1977 (neue EDV-Nummer: 03 2100-0) im Bw Görlitz ausgemustert. und anschließend im Ausbesserungswerk Meiningen verschrottet. In einem Tender einer reparierten Dampflok kehrte nur die Treibachse nach Görlitz zurück und wurde am genannten Ort aufgestellt. Im Jahr 2006 ließ sie das Eisenbahnbundesamt nach Bonn verbringen und steht nunmehr vor dessen Gebäude. | –                                | 1977                 | 2006                |                                                                                  |
| Gedenktafel Hans Karl von Winterfeldt                                              | Demianiplatz 3, Eckhaus Obermarkt (Standort)                                                                         | Im Vorgängerbau an der Stelle des heutigen Demianiplatz 3 verstarb der preußische General Hans Karl von Winterfeldt an einer tödlichen Schussverletzung, die er sich bei der Schlacht von Moys zuzog. Die Inschrift lautete: „Hier verschied der bei Moys am 07. September 1757 schwer verwundete General-Leutnant Hans Carl von Winterfeldt.“ | –                                |                      | 1945                |                                                                                  |
| Gedenkstein Hans Karl von Winterfeldt                                              | Winterfeldt Straße (heute: ulica Władysława Reymonta), Ecke Am Jäckelsberg (heute: ulica Widok) (Standort)           | Der Gedenkstein für den Preußen Hans Karl von Winterfeldt befand sich im Stadtteil Moys. Winterfeldt erlitt bei der Schlacht von Moys im Jahr 1757 eine schwere Verletzung, der er am 8. September 1757 in Görlitz erlag. Die Oberlausitzer Stände errichteten 1837 einen schlichten Granitwürfel am vermeintlichen Ort seiner tödlichen Verwundung. Die Inschrift lautete: „Hier fiel Winterfeldt am 7. September 1757“. Der Gedenkstein existiert nicht mehr. Im Jahr 1947 beschloss der Zgorzelecer Stadtrat, dass alle deutschen Denkmale aus dem Stadtbild zu entfernen sind. | –                                | 1837                 | 1947/48             | Gedenkstein Hans Karl von Winterfeldt 1837                                       |
| Gedenkstein Hans Karl von Winterfeldt                                              | Am Jäckelsberg (heute: ulica Widok) (Standort)                                                                       | Die Gemeinde Moys ließ anlässlich des 150. Todestages Hans Karl von Winterfeldts einen zweiten Winterfeldt-Gedenkstein an der Stelle aufstellen, an der ihn die tödliche Kugel tatsächlich getroffen haben soll. Der Gedenkstein trug die Inschrift „Winterfeldt fiel an dieser Stelle. 1907 G.M“. Im Jahr 1947 beschloss der Zgorzelecer Stadtrat, dass alle deutschen Denkmale aus dem Stadtbild zu entfernen sind. | Max Gießner                      | 1907                 | 1947/48             |                                                                                  |
| Brunnen Marienplatz                                                                | Marienplatz (Standort)                                                                                               | Während des Zweiten Weltkrieges war auf dem Marienplatz ein Löschwasserbecken angelegt worden, das nach dem Krieg zu einer Brunnenanlage mit Wasserspiel ausgebaut wurde. Das Becken verlor durch Undichtigkeiten in den 1990er Jahren große Mengen an Wasser. Eine Sanierung der Brunnenanlage war erforderlich, jedoch entschied man sich dafür, das Brunnenbecken zuzuschütten und den Platz umzugestalten. Dabei entstand die Brunnenanlage Wasserband. |                                  | ≈ 1939               | 2001                | Brunnen Marienplatz                                                              |
| Fontäne im Stadtpark                                                               | Stadtpark (Standort)                                                                                                 | Die Fontäne befand sich im Teich auf der Ostseite des Stadtparks und ist nicht mehr in Betrieb. Sie soll jedoch bei den Sanierungsarbeiten im Park 2012 wieder installiert werden und eine Höhe von sechs bis acht Metern haben. | –                                |                      |                     | Fontäne im Stadtpark                                                             |
| Kunstblumenbrunnen                                                                 | Kopernikusstraße, östlich der ehem. Einkaufshalle (Standort)                                                         | Der Brunnen an der ehemaligen Kaufhalle in Rauschwalde, hatte die Form einer Blume mit mehreren fünfblättrigen, roten Blütenblättern, aus deren Mitte Wasser in das darunterliegende geflißete Becken sprudelte. Die Blume war zuletzt nicht mehr in Betrieb, wurde 2007 abgebaut und auf dem Gelände des nahen Altenheimes wieder aufgestellt. |                                  |                      | 2007                | Kunstblume, Teil des ehemaligen Brunnens, heute im ASB-Pflegeheim in Rauschwalde |
| Kunstbrunnen am Theatervorplatz                                                    | Demianiplatz, Theatervorplatz (Standort)                                                                             | Vor dem Haupteingang des Theaters befand sich einst ein Kunstbrunnen. Aus der Wasserfläche des mit einer steinernen Schale versehenen Brunnens erhob sich ein in Zinkguss gefertigter Aufbau. Inmitten des großen Brunnenbeckens befand sich eine steinerne Schale mit einer Mädchenfigur aus Zinkguss. Die Figur umfasste einen Stamm, aus dem eine Fontäne sprudelte. Das Wasser lief in die obere Steinschale und von dort durch mehrere Öffnungen in das große Brunnenbecken. |                                  | ≈ 1851               | 1910                | Kunstbrunnen am Theatervorplatz                                                  |
| Zierbrunnen Liegende mit Harfe                                                     | Stadthallengarten (Standort)                                                                                         | Am westlichen Eingang zum Garten der Stadthalle befand sich einst ein elliptisches Brunnenbecken, in dessen Mitte auf einem rechteckigen Sockel eine Muse mit Harfe lag. Die überlebensgroße Brunnenfigur wurde von Graf Bolko von Hochberg gestiftet. Vermutlich wurde die Brunnenfigur während der NS-Diktatur entfernt, da der Künstler jüdischer Abstammung war. | Richard Engelmann                |                      |                     | Zierbrunnen Liegende mit Harfe                                                   |
| Zierbrunnen Wilhelmsplatz                                                          | Wilhelmsplatz (Standort)                                                                                             | Die Stadt ließ 1881 einen Zierbrunnen inmitten des Wilhelmsplatzes errichten. In der Mitte der Steinbrunnenschale befand sich eine Zinkgussfigurengruppe. Über dem unteren Sockelrand mit Putten in großen Muscheln befand sich die jugendliche Figur Kniender Knabe mit Schwan, die auf Kopf und Armen eine Schale trug. Aus der Schale sprudelte eine Fontäne. Auch in der Ebene zwischen den Putten und der jugendlichen Figur quoll Wasser. Die Brunnenanlage wurde 1939 entfernt. | Richard Drake                    | 1881                 | 1919                | Brunnen Wilhelmsplatz                                                            |